# Галилей, Галилео
Галиле́о Галиле́й (итал. Galileo Galilei; 15 февраля 1564, Пиза — 8 января 1642, Арчетри) — итальянский физик, механик, астроном, философ, математик, оказавший значительное влияние на науку своего времени.
Он одним из первых использовал телескоп для наблюдения небесных тел и сделал ряд выдающихся астрономических открытий. Галилей — основатель экспериментальной физики. Своими экспериментами он убедительно опроверг умозрительную физику Аристотеля и заложил фундамент классической механики.
При жизни был известен как активный сторонник гелиоцентрической системы мира, что привело Галилея к серьёзному конфликту с католической церковью.

## Биография

### Ранние годы
Галилей родился в 1564 году в итальянском городе Пиза, в семье родовитого, но обедневшего дворянина Винченцо Галилея, видного теоретика музыки и лютниста. Полное имя Галилео Галилея: Галилео ди Винченцо Бонайути де Галилей (итал. Galileo di Vincenzo Bonaiuti de' Galilei). Представители рода Галилеев упоминаются в документах с XIV века. Несколько его прямых предков были приорами (членами правящего совета) Флорентийской республики, а прапрадед Галилея, известный врач, тоже носивший имя Галилео, в 1445 году был избран главой республики.
В семье Винченцо Галилея и Джулии Амманнати было шестеро детей, но выжить удалось четверым: Галилео (старшему из детей), дочерям Вирджинии, Ливии и младшему сыну Микеланджело, который в дальнейшем тоже приобрёл известность как композитор-лютнист. В 1572 году Винченцо переехал во Флоренцию, столицу Тосканского герцогства. Правящая там династия Медичи была известна широким и постоянным покровительством искусству и наукам.
О детстве Галилея известно немного. С ранних лет мальчика влекло к искусству; через всю жизнь он пронёс любовь к музыке и рисованию, которыми владел в совершенстве. В зрелые годы лучшие художники Флоренции — Чиголи, Бронзино и другие — советовались с ним о вопросах перспективы и композиции; Чиголи даже утверждал, что именно Галилею он обязан своей славой. По сочинениям Галилея можно сделать также вывод о наличии у него замечательного литературного таланта.
Начальное образование Галилей получил в расположенном неподалёку монастыре Валломброза, где он был принят послушником в монашеский орден. Мальчик очень любил учиться и стал одним из лучших учеников в классе. Он обдумывал возможность стать священником, но отец был против.

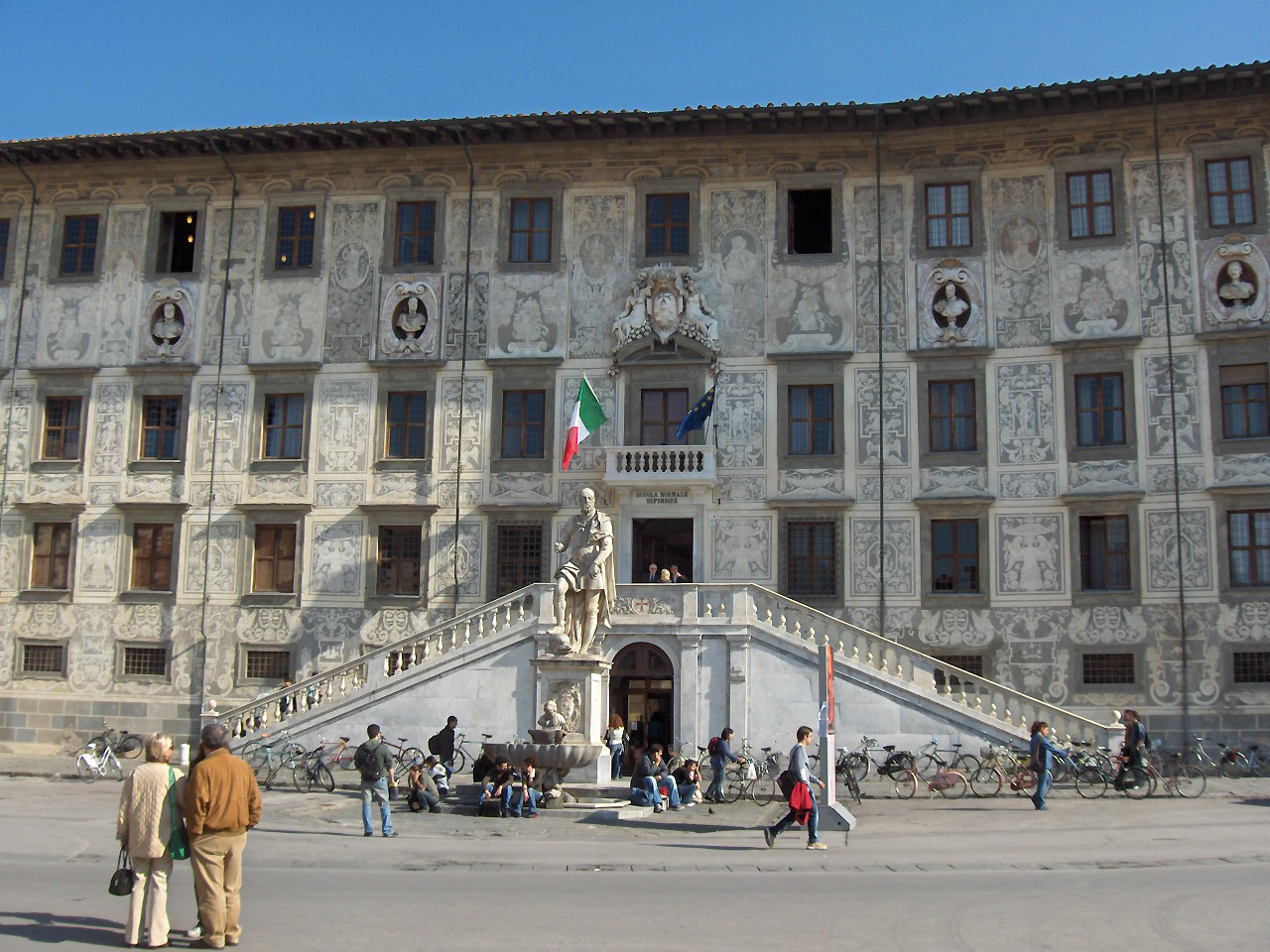
Старое здание Пизанского университета (в наши дни — Высшая Нормальная школа)

В 1581 году 17-летний Галилей по настоянию отца поступил в Пизанский университет изучать медицину. В университете Галилей посещал также лекции Остилио Риччи по геометрии (ранее он с математикой был совершенно незнаком) и настолько увлёкся этой наукой, что отец стал опасаться, как бы это не помешало изучению медицины.
Галилей пробыл студентом неполных три года; за это время он успел основательно ознакомиться с сочинениями античных философов и математиков и заработал среди преподавателей репутацию неукротимого спорщика. Уже тогда он считал себя вправе иметь собственное мнение по всем научным вопросам, не считаясь с традиционными авторитетами.
Вероятно, в эти годы он познакомился с теорией Коперника. Астрономические проблемы тогда живо обсуждались, особенно в связи с только что проведённой календарной реформой.

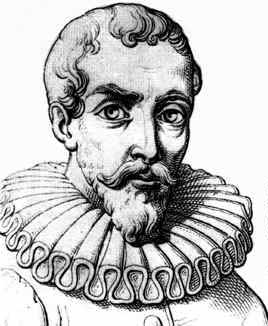
Маркиз Гвидобальдо дель Монте

Вскоре финансовое положение отца ухудшилось, и он оказался не в состоянии оплачивать далее обучение сына. Просьба освободить Галилея от платы (такое исключение делалось для самых способных студентов) была отклонена. Галилей вернулся во Флоренцию (1585), так и не получив учёной степени. К счастью, он успел обратить на себя внимание несколькими остроумными изобретениями (например, гидростатическими весами), благодаря чему познакомился с образованным и богатым любителем науки, маркизом Гвидобальдо дель Монте. Маркиз, в отличие от пизанских профессоров, сумел его правильно оценить. Уже тогда дель Монте говорил, что со времени Архимеда мир не видел такого гения, как Галилей. Восхищённый необыкновенным талантом юноши, маркиз стал его другом и покровителем; он представил Галилея тосканскому герцогу Фердинанду I Медичи и ходатайствовал об оплачиваемой научной должности для него.
В 1589 году Галилей вернулся в Пизанский университет, теперь уже профессором математики. Там он начал проводить самостоятельные исследования по механике и математике. Правда, жалованье ему назначили минимальное: 60 скудо в год (профессор медицины получал 2000 скудо). В 1590 году Галилей написал трактат «О движении».
В 1591 году умер отец, и ответственность за семью перешла к Галилео. В первую очередь он должен был позаботиться о воспитании младшего брата и о приданом двух незамужних сестёр.
В 1592 году Галилей получил место в престижном и богатом Падуанском университете (Венецианская республика), где преподавал астрономию, механику и математику. По рекомендательному письму венецианского дожа университету можно судить о том, что научный авторитет Галилея уже в эти годы был чрезвычайно высок:

Сознавая всю важность математических знаний и их пользу для других главных наук, мы медлили с назначением, не находя достойного кандидата. В настоящее время заявил желание занять это место синьор Галилей, бывший профессор в Пизе, пользующийся большой известностью и справедливо признаваемый за самого сведущего в математических науках. Поэтому мы с удовольствием предоставляем ему кафедру математики на четыре года со 180 флоринами жалованья в год.

### Падуя, 1592—1610

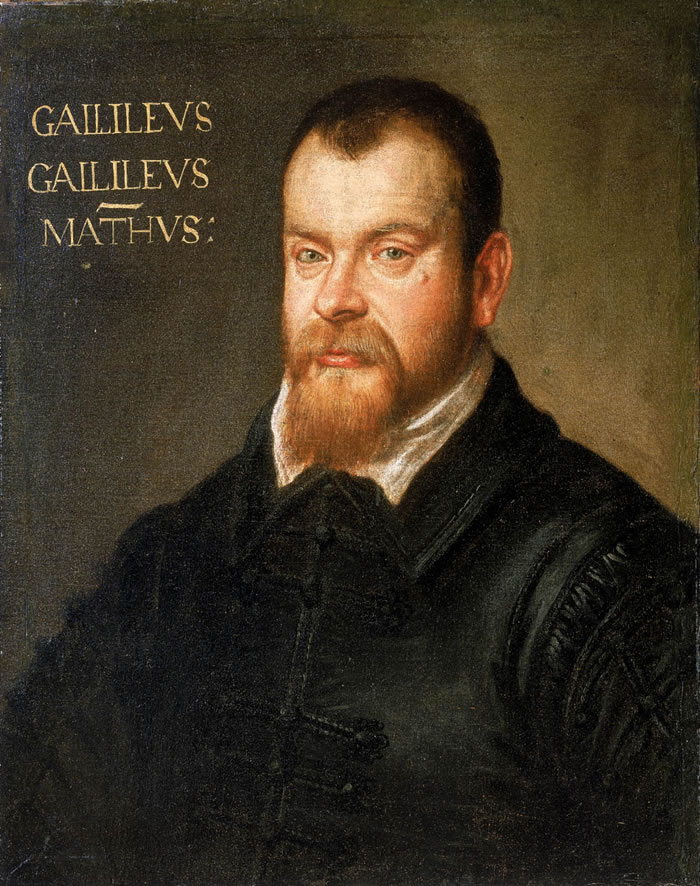
Портрет Галилео Галилея работы Доменико Тинторетто (1605—1607)

Годы пребывания в Падуе — наиболее плодотворный период научной деятельности Галилея. Вскоре он стал самым знаменитым профессором в Падуе. Студенты толпами стремились на его лекции, венецианское правительство непрестанно поручало Галилею разработку разного рода технических устройств, с ним активно переписываются молодой Кеплер и другие научные авторитеты того времени.
В эти годы он написал трактат «Механика», который вызвал некоторый интерес и был переиздан во французском переводе. В ранних работах, а также в переписке, Галилей дал первый набросок новой общей теории падения тел и движения маятника. В 1604 году на Галилея поступил донос в инквизицию — его обвинили в занятии астрологией и чтении запрещённой литературы. Падуанский инквизитор Чезаре Липпи, симпатизировавший Галилею, оставил донос без последствий.
Поводом к новому этапу в научных исследованиях Галилея послужило появление в 1604 году новой звезды, называемой сейчас Сверхновой Кеплера. Это пробуждает всеобщий интерес к астрономии, и Галилей выступает с циклом частных лекций. Узнав об изобретении в Голландии зрительной трубы, Галилей в 1609 году сконструировал собственноручно первый телескоп и направил его в небо.

Устройство телескопа системы Галилея

Увиденное Галилеем было настолько поразительно, что даже многие годы спустя находились люди, которые отказывались поверить в его открытия и утверждали, что это иллюзия или наваждение. Галилей открыл горы на Луне, Млечный Путь распался на отдельные звёзды, но особенно поразили современников обнаруженные им четыре спутника Юпитера (1610). В честь четырёх сыновей своего покойного покровителя Фердинанда Медичи (умершего в 1609 году), Галилей назвал эти спутники «Медичийскими звёздами» (лат. Stellae Medicae). Сейчас они носят более подходящее название «галилеевых спутников», современные названия спутников предложил Симон Марий в трактате «Мир Юпитера» (лат. Mundus Iovialis, 1614).

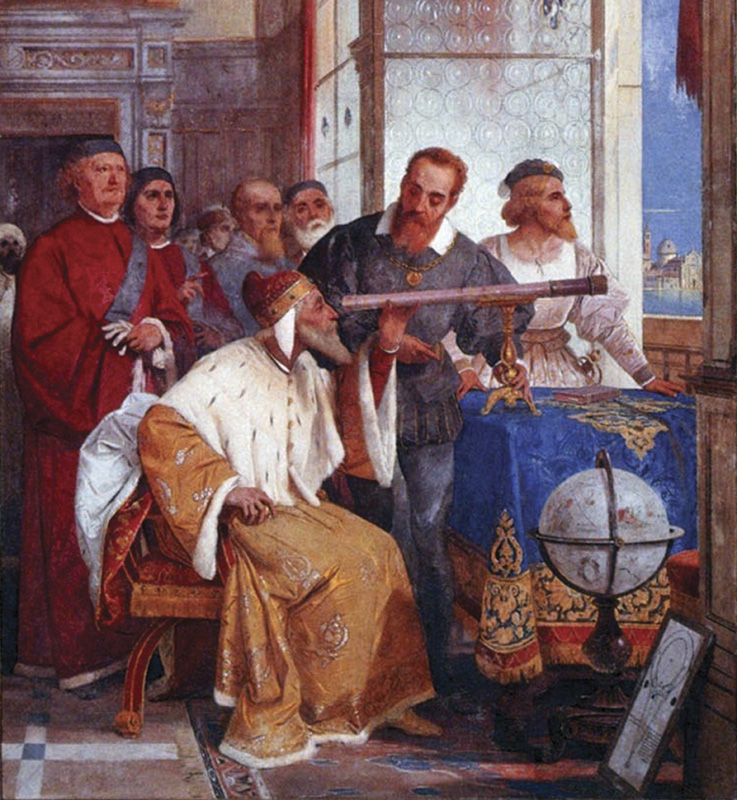
Галилей показывает телескоп венецианскому дожу (фреска Дж. Бертини. 1858)

Свои первые открытия с телескопом Галилей описал в сочинении «Звёздный вестник» (лат. Sidereus Nuncius), изданном в Венеции в 1610 году. Книга имела сенсационный успех по всей Европе, даже коронованные особы спешили заказать себе телескоп. Несколько телескопов Галилей подарил Венецианскому сенату, который в знак благодарности назначил его пожизненным профессором с окладом 1000 флоринов. В сентябре 1610 года телескопом обзавёлся Кеплер , а в декабре открытия Галилея подтвердил влиятельный римский астроном Клавиус. Наступает всеобщее признание. Галилей становится самым знаменитым учёным Европы, в его честь сочиняются оды, где он сравнивается с Колумбом. Французский король Генрих IV 20 апреля 1610 года, незадолго до своей гибели, просил Галилея открыть и для него какую-нибудь звезду. Были, однако, и недовольные. Астроном Франческо Сицци (итал. Sizzi) выпустил памфлет, где заявил, что семь — совершенное число, и даже в голове человека семь отверстий, так что планет может быть только семь, а открытия Галилея — иллюзия. Иллюзорными объявил открытия Галилея и падуанский профессор Чезаре Кремонини, а чешский астроном Мартин Хорки (Martin Horky) сообщил Кеплеру, что болонские учёные телескопу не доверяют: «На земле он работает восхитительно; на небесах обманывает, ибо некоторые одиночные звёзды кажутся двойными». Протестовали также астрологи и врачи, жалуясь на то, что появление новых небесных светил «губительно для астрологии и большей части медицины», так как все привычные астрологические методы «окажутся до основания разрушенными».
В эти годы Галилей вступил в гражданский брак с венецианкой Мариной Гамба (итал. Marina di Andrea Gamba, 1570—1612). Он так и не обвенчался с Мариной, но стал отцом сына и двух дочерей. Сына он в память об отце назвал Винченцо, а дочерей, в честь своих сестёр — Вирджинией и Ливией. Позже, в 1619 году, Галилей официально узаконил сына; обе дочери закончили жизнь в монастыре.
Общеевропейская слава и нужда в деньгах толкнули Галилея на губительный, как позже оказалось, шаг: в 1610 году он покидает спокойную Венецию, где он был недоступен для инквизиции, и перебирается во Флоренцию. Герцог Козимо II Медичи, сын Фердинанда I, обещал Галилею почётное и доходное место советника при тосканском дворе. Обещание он сдержал, что позволило Галилею решить проблему огромных долгов, накопившихся после выдачи замуж двух его сестёр.

### Флоренция, 1610—1632

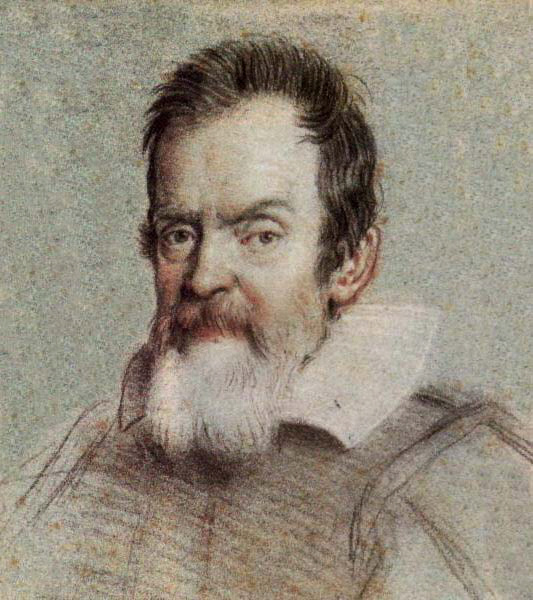
Портрет Галилео Галилея работы Оттавио Леони

Обязанности Галилея при дворе герцога Козимо II были необременительны — обучение сыновей тосканского герцога и участие в некоторых делах как советника и представителя герцога. Формально он также зачислен профессором Пизанского университета, но освобождён от утомительной обязанности чтения лекций.
Галилей продолжает научные исследования и открывает фазы Венеры, пятна на Солнце, а затем и вращение Солнца вокруг оси. Свои достижения (а также свой приоритет) Галилей зачастую излагал в задиристо-полемическом стиле, чем нажил немало новых врагов (в частности, среди иезуитов).

#### Защита коперниканства

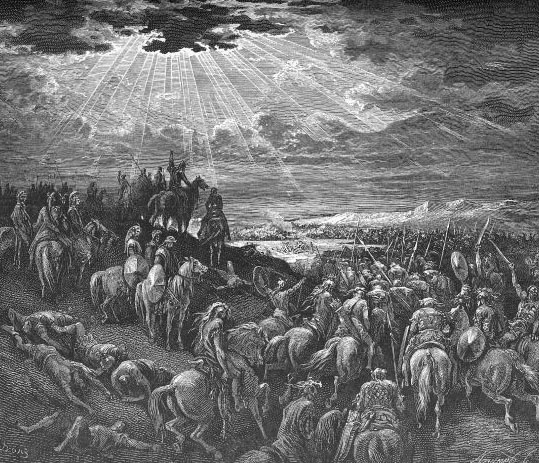
Иисус Навин останавливает Солнце. Гравюра Гюстава Доре

Рост влияния Галилея, независимость его мышления и резкая оппозиционность по отношению к учению Аристотеля способствовали формированию агрессивного кружка его противников, состоящего из профессоров-перипатетиков и некоторых церковных деятелей. Особенно возмущали недоброжелателей Галилея его пропаганда гелиоцентрической системы мира, поскольку, по их мнению, вращение Земли противоречило текстам Псалмов (Псал. 103:5), стиху из Экклезиаста (Екк. 1:5), а также эпизоду из «Книги Иисуса Навина» (Нав. 10:12), где говорится о неподвижности Земли и движении Солнца. Кроме того, подробное обоснование концепции неподвижности Земли и опровержение гипотез о её вращении содержалось в трактате Аристотеля «О небе» и в «Альмагесте» Птолемея.
В 1611 году Галилей, в ореоле своей славы, решил отправиться в Рим, надеясь убедить Папу, что коперниканство вполне совместимо с католицизмом. Он был принят хорошо, избран шестым членом научной «Академии деи Линчеи», знакомится с Папой Павлом V, влиятельными кардиналами. Продемонстрировал им свой телескоп, пояснения давал осторожно и осмотрительно. Кардиналы создали целую комиссию для выяснения вопроса, не грешно ли смотреть на небо в трубу, но пришли к выводу, что это позволительно. Обнадёживало и то, что римские астрономы открыто обсуждали вопрос, движется ли Венера вокруг Земли или вокруг Солнца (смена фаз Венеры ясно говорила в пользу второго варианта).
Осмелев, Галилей в письме к своему ученику аббату Кастелли (1613) заявил, что Священное Писание относится только к спасению души и в научных вопросах не авторитетно: «ни одно изречение Писания не имеет такой принудительной силы, какую имеет любое явление природы». Более того, он опубликовал это письмо, чем вызвал появление доносов в инквизицию. В том же 1613 году Галилей выпустил книгу «Письма о солнечных пятнах», в которой открыто высказался в пользу системы Коперника. 25 февраля 1615 года римская инквизиция завела первое дело против Галилея по обвинению в ереси. Последней ошибкой Галилея стал призыв к Риму высказать окончательное отношение к коперниканству (1615).
Всё это вызвало реакцию, обратную ожидаемой. Встревоженная успехами Реформации, католическая церковь решила укрепить свою духовную монополию — в частности, запретив коперниканство. Позицию церкви проясняет письмо влиятельного кардинала-инквизитора Беллармино, направленное 12 апреля 1615 года теологу Паоло Антонио Фоскарини, защитнику коперниканства. В этом письме кардинал пояснил, что церковь не возражает против трактовки коперниканства как удобного математического приёма, но принятие его как реальности означало бы признание того, что прежнее, традиционное толкование библейского текста было ошибочным. А это, в свою очередь, пошатнёт авторитет церкви:

 Во-первых, мне кажется, что Ваше священство и господин Галилео мудро поступают, довольствуясь тем, что говорят предположительно, а не абсолютно; я всегда полагал, что так говорил и Коперник. Потому что, если сказать, что предположение о движении Земли и неподвижности Солнца позволяет представить все явления лучше, чем принятие эксцентриков и эпициклов, то это будет сказано прекрасно и не влечет за собой никакой опасности. Для математика этого вполне достаточно. Но утверждать, что Солнце в действительности является центром мира и вращается только вокруг себя, не передвигаясь с востока на запад, что Земля стоит на третьем небе и с огромной быстротой вращается вокруг Солнца, — утверждать это очень опасно не только потому, что это значит возбудить раздражение всех философов и теологов-схоластов; это значило бы нанести вред святой вере, представляя положения Святого Писания ложными…
Во-вторых, как Вы знаете, [Тридентский] собор запретил толковать Священное Писание вразрез с общим мнением Святых Отцов. А если Ваше священство захочет прочесть не только Святых Отцов, но и новые комментарии на книгу «Исхода», Псалмы, Экклезиаст и книгу Иисуса, то Вы найдете, что все сходятся в том, что это нужно понимать буквально — что Солнце находится на небе и вращается вокруг Земли с большой быстротой, а Земля наиболее удалена от неба и стоит неподвижно в центре мира. Рассудите же сами, со всем своим благоразумием, может ли допустить Церковь, чтобы Писанию придавали смысл, противоположный всему тому, что писали Святые Отцы и все греческие и латинские толкователи?
Оригинальный текст (итал.)Primo, dico che V. P. et il Sig.r Galileo facciano prudentemente a contentarsi di parlare ex suppositione e non assolutamente, come io ho sempre creduto che habbia parlato il Copernico. Perché il dire, che supposto che la Terra si muova e il Sole sia fermo si salvano tutte le apparenze meglio che con porre gli eccentrici et epicicli, è benissimo detto, e non ha pericolo nessuno; e questo basta al mathematico: ma volere affermare che realmente il Sole stia nel centro del mondo e solo si rivolti in sé stesso senza correre dall'oriente all'occidente, e che la Terra stia nel 3° cielo e giri con somma velocità intorno al Sole, è cosa molto pericolosa non solo d'irritare i filosofi e theologici scolastici, ma anco di nuocere alla Santa Fede con rendere false le Scritture Sante...

Secondo, dico che, come lei sa, il Concilio prohibisce le scritture contra il commune consenso de' Santi Padri; e se la P. V. vorrà leggere non dico solo li Santi Padri, ma li commentarii moderni sopra il Genesi, sopra li Salmi, sopra l'Ecclesiaste, sopra Giosuè, troverà che tutti convengono in esporre ad literam ch'il Sole è nel cielo e gira intorno alla Terra con somma velocità, e che la Terra è lontanissima dal cielo e sta nel centro del mondo, immobile. Consideri hora lei, con la sua prudenza, se la Chiesa possa sopportare che si dia alle Scritture un senso contrario alli Santi Padri et a tutti li espositori greci e latini.
— Источник: Oreste Parise. Paolo Antonio Foscarini, il difensore di Galilei (итал.)
24 февраля 1616 года одиннадцать квалификаторов (экспертов инквизиции) официально определили гелиоцентризм как опасную ересь:

 Утверждать, что Солнце стоит неподвижно в центре мира — мнение нелепое, ложное с философской точки зрения и формально еретическое, так как оно прямо противоречит Священному Писанию.

 Утверждать, что Земля не находится в центре мира, что она не остаётся неподвижной и обладает даже суточным вращением, есть мнение столь же нелепое, ложное с философской и греховное с религиозной точки зрения.

5 марта Папа Павел V утвердил это решение. Выражение «формально еретическое» в тексте заключения означало, что данное мнение противоречит самым важным, коренным положениям католической веры. В тот же день Папа утвердил декрет конгрегации, который включил книгу Коперника в Индекс запрещённых книг «до её исправления». Заодно в Индекс попали работы Фоскарини и ещё нескольких коперниканцев. «Письма о солнечных пятнах» и другие книги Галилея, защищавшие гелиоцентризм, упомянуты не были. Декрет предписал:

…Чтобы никто отныне, какого бы он ни был звания и какое бы ни занимал положение, не смел печатать их или содействовать печатанию, хранить их у себя или читать, а всем, кто имеет или впредь будет иметь их, вменяется в обязанность немедленно по опубликовании настоящего декрета представить их местным властям или инквизиторам.

Всё это время (с декабря 1615 по март 1616 года) Галилей провёл в Риме, безуспешно пытаясь повернуть дело в иную сторону. По поручению Папы 26 февраля его вызвал Беллармино и заверил, что лично ему ничего не грозит, однако впредь всякая поддержка «коперниканской ереси» должна быть прекращена. В знак примирения 11 марта Галилей был удостоен 45-минутной прогулки с Папой.
Церковный запрет гелиоцентризма, в истинности которого Галилей был убеждён, был неприемлем для учёного. Он вернулся во Флоренцию и стал размышлять, как, формально не нарушая запрета, продолжать защиту истины. В конце концов он решил издать книгу, содержащую нейтральное обсуждение разных точек зрения. Он писал эту книгу 16 лет, собирая материалы, оттачивая аргументы и выжидая благоприятного момента.

#### Создание новой механики

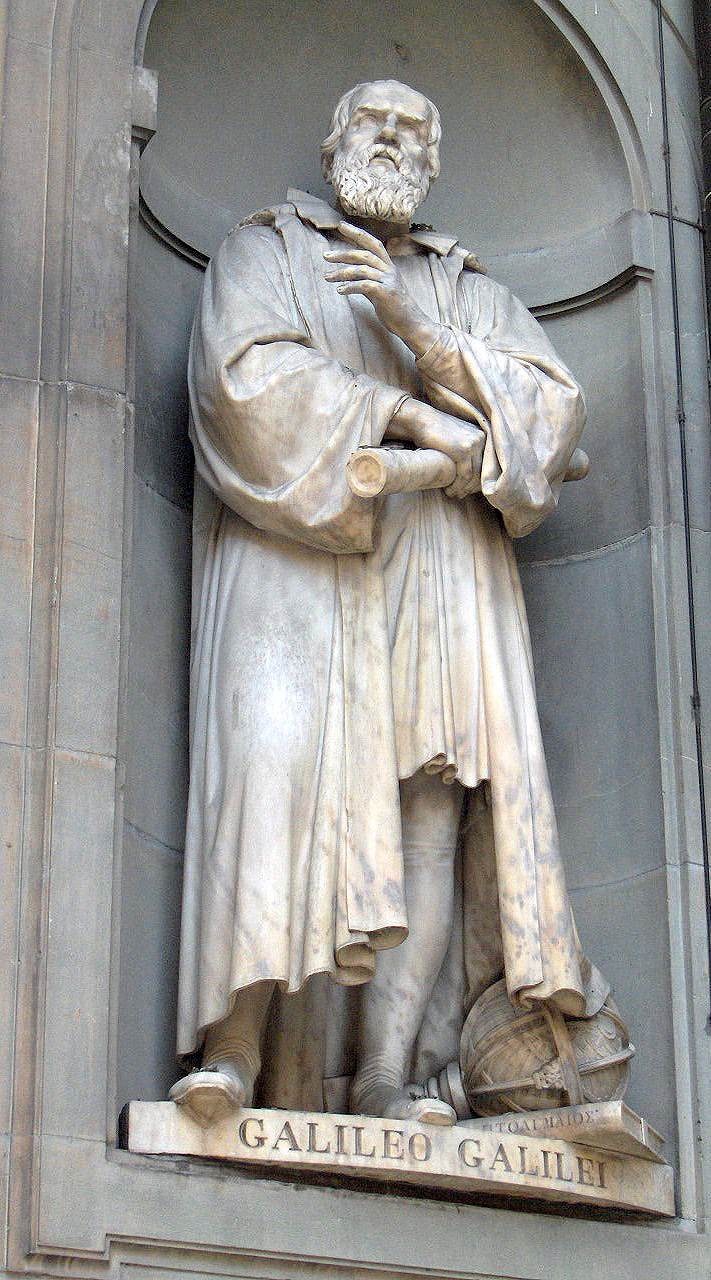
Статуя Галилея во Флоренции, скульптор Котоди (1839)

После рокового декрета 1616 года Галилей на несколько лет сменил направление борьбы — теперь он сосредотачивает усилия преимущественно на критике Аристотеля, чьи сочинения также составляли базу средневекового мировоззрения. В 1623 году выходит книга Галилея «Пробирных дел мастер» (итал. Il Saggiatore); это памфлет, направленный против иезуитов, в котором Галилей излагает свою ошибочную теорию комет (он полагал, что кометы — не космические тела, а оптические явления в атмосфере Земли). Позиция иезуитов (и Аристотеля) в данном случае была ближе к истине: кометы — внеземные объекты. Эта ошибка не помешала, однако, Галилею изложить и остроумно аргументировать свой научный метод, из которого выросло механистическое мировоззрение последующих веков.
В том же 1623 году новым Папой, под именем Урбан VIII, был избран Маттео Барберини, давний знакомый и друг Галилея. В апреле 1624 года Галилей поехал в Рим, надеясь добиться отмены эдикта 1616 года. Он принят со всеми почестями, награждён подарками и лестными словами, однако в главном вопросе ничего не добился. Эдикт был отменён только два столетия спустя, в 1818 году. Урбан VIII особо похвалил книгу «Пробирных дел мастер» и запретил иезуитам продолжать полемику с Галилеем.
В 1624 году Галилей опубликовал «Письма к Инголи»; это ответ на анти-коперниканский трактат богослова Франческо Инголи. Галилей сразу оговаривает, что не собирается защищать коперниканство, а желает всего лишь показать, что у него имеются прочные научные основания. Этот приём он использовал позже и в своей главной книге, «Диалог о двух системах мира»; часть текста «Писем к Инголи» была просто перенесена в «Диалог». В своём рассмотрении Галилей приравнивает звёзды к Солнцу, указывает на колоссальное расстояние до них, говорит о бесконечности Вселенной. Он даже позволил себе опасную фразу: «Если какая-либо точка мира может быть названа его [мира] центром, то это центр обращений небесных тел; а в нём, как известно всякому, кто разбирается в этих вопросах, находится Солнце, а не Земля». Он заявил также, что планеты и Луна, подобно Земле, притягивают находящиеся на них тела.
Но главная научная ценность этого сочинения — закладка основ новой, неаристотелевской механики, развёрнутая 12 лет спустя в последнем сочинении Галилея «Беседы и математические доказательства двух новых наук». Уже в «Письмах к Инголи» Галилей ясно формулирует принцип относительности для равномерного движения:

Результаты стрельбы будут всегда одинаковые, к какой бы стране света она ни была направлена… это произойдет потому, что так же должно получаться, будет ли Земля в движении или стоять неподвижно… Дайте движение кораблю, и притом с какой угодно скоростью; тогда (если только движение его будет равномерным, а не колеблющимся туда и сюда) вы не заметите ни малейшей разницы [в происходящем].

В современной терминологии, Галилей провозгласил однородность пространства (отсутствие центра мира) и равноправие инерциальных систем отсчёта. Аргументация Галилея содержит важный анти-аристотелевский момент: она неявно предполагает, что результаты земных опытов можно переносить на небесные тела, то есть законы на Земле и на небе одни и те же.
В конце своей книги Галилей, с явной иронией, выражает надежду, что его сочинение поможет Инголи заменить его возражения против коперниканства на другие, более соответствующие науке.
В 1628 году великим герцогом Тосканы стал 18-летний Фердинанд II, воспитанник Галилея; его отец Козимо II умер семью годами раньше. Новый герцог сохранил тёплые отношения с учёным, гордился им и всячески помогал.
Ценную информацию о жизни Галилея содержит сохранившаяся переписка Галилея с его старшей дочерью Вирджинией, в монашестве принявшей имя Мария-Челеста. Она жила во францисканском монастыре в Арчетри, близ Флоренции. Монастырь, как положено у францисканцев, был бедный, отец часто посылал дочери продукты и цветы, взамен дочь готовила ему варенье, чинила одежду, копировала документы. Сохранились только письма от Марии-Челесты — письма от Галилея, скорее всего, монастырь уничтожил после процесса 1633 года. Вторая дочь, Ливия, в монашестве Арка́нджела, жила в том же монастыре, но часто болела и в переписке участия не принимала.
В 1629 году Винченцо, сын Галилея, женился и поселился у отца. В следующем году у Галилея появился внук, названный в его честь. Вскоре, однако, встревоженный очередной эпидемией чумы, Винченцо с семьёй уезжают. Галилей обдумывает план переселиться в Арчетри, поближе к любимой дочери; этот замысел осуществился в сентябре 1631 года.

### Конфликт с католической церковью

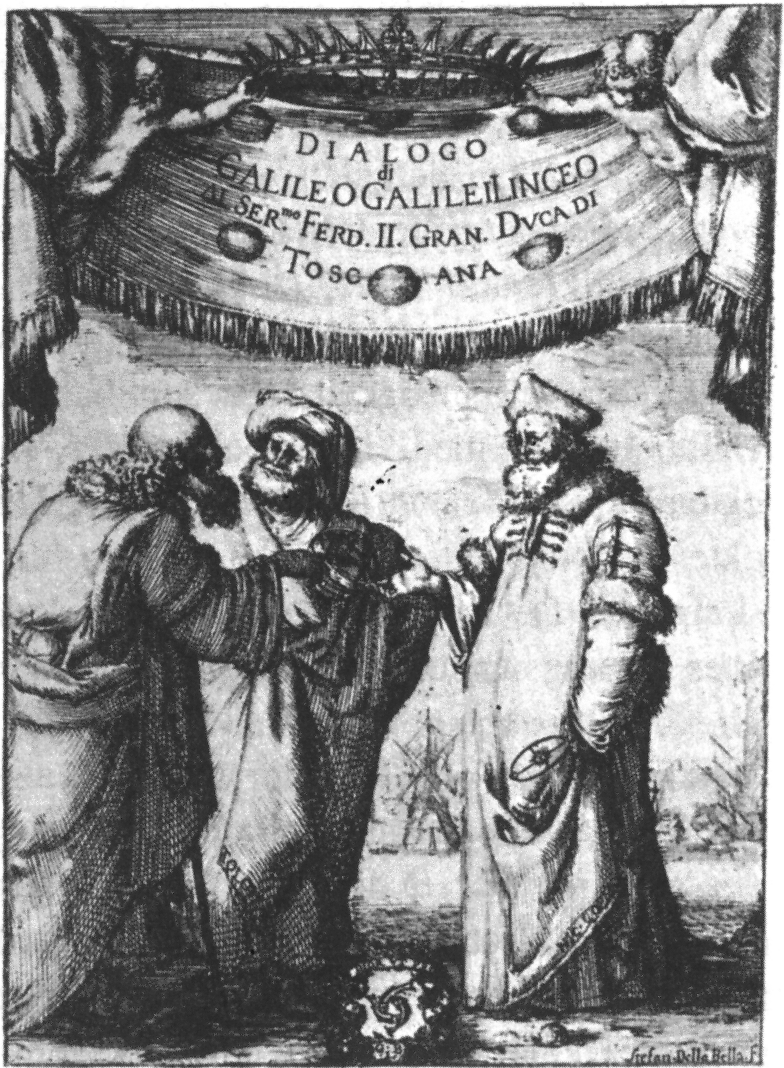
Фронтиспис «Диалога» Галилея

В марте 1630 года книга «Диалог о двух главнейших системах мира — птолемеевой и коперниковой», итог почти 30-летней работы, в основном завершена, и Галилей, решив, что момент для её выхода благоприятен, предоставляет тогдашнюю версию своему другу, папскому цензору Риккарди. Почти год он ждёт его решения, затем решает пойти на хитрость. Он добавляет к книге предисловие, где объявляет своей целью развенчание коперниканства и передаёт книгу тосканской цензуре, причём, по некоторым сведениям, в неполном и смягчённом виде. Получив положительный отзыв, он пересылает его в Рим. Летом 1631 года он получает долгожданное разрешение.
В начале 1632 года «Диалог» вышел в свет. Книга написана в форме диалога между тремя любителями науки: коперниканцем Сальвиати, нейтральным участником Сагредо и Симпличио, приверженцем Аристотеля и Птолемея. Хотя в книге нет авторских выводов, сила аргументов в пользу системы Коперника говорит сама за себя. Немаловажно также, что книга написана не на учёной латыни, а на «народном» итальянском языке.

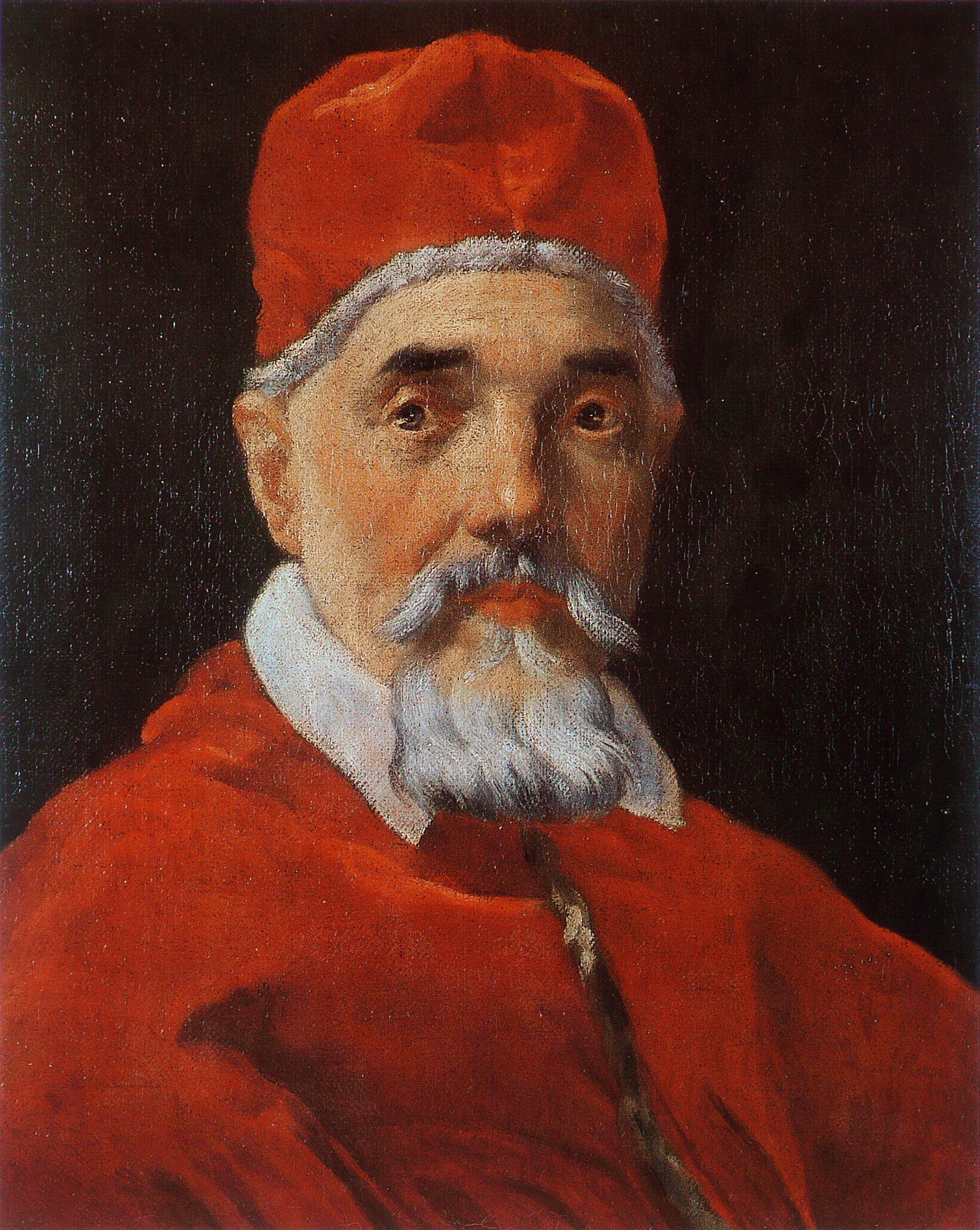
Папа Римский Урбан VIII. Портрет кисти Джованни Лоренцо Бернини, около 1625 г.

Галилей надеялся, что Папа отнесётся к его уловке так же снисходительно, как ранее к аналогичным по идеям «Письмам к Инголи», однако просчитался. В довершение всего он сам безрассудно рассылает 30 экземпляров своей книги влиятельным духовным лицам в Риме. Как уже отмечалось выше, незадолго перед тем (1623) Галилей вступил в конфликт с иезуитами; защитников у него в Риме осталось мало, да и те, оценив опасность ситуации, предпочли не вмешиваться.
Большинство биографов сходится во мнении, что в простаке-Симпличио римский Папа узнал самого себя, свои аргументы, и пришёл в ярость. Историки отмечают такие характерные черты Урбана, как деспотизм, упрямство и невероятное самомнение. Сам Галилей позже считал, что инициатива процесса принадлежала иезуитам, которые представили Папе крайне тенденциозный донос о книге Галилея (см. ниже письмо Галилея к Диодати). Уже через несколько месяцев книга была запрещена и изъята из продажи, а Галилея вызвали в Рим (невзирая на эпидемию чумы) на суд Инквизиции по подозрению в ереси. После неудачных попыток добиться отсрочки по причине плохого здоровья и продолжающейся эпидемии чумы (Урбан на это пригрозил доставить его насильно в кандалах) Галилей подчинился, написал завещание, отбыл положенный чумной карантин и прибыл в Рим 13 февраля 1633 года. Никколини, представитель Тосканы в Риме, по указанию герцога Фердинанда II поселил Галилея в здании посольства. Следствие тянулось с 21 апреля по 21 июня 1633 года.

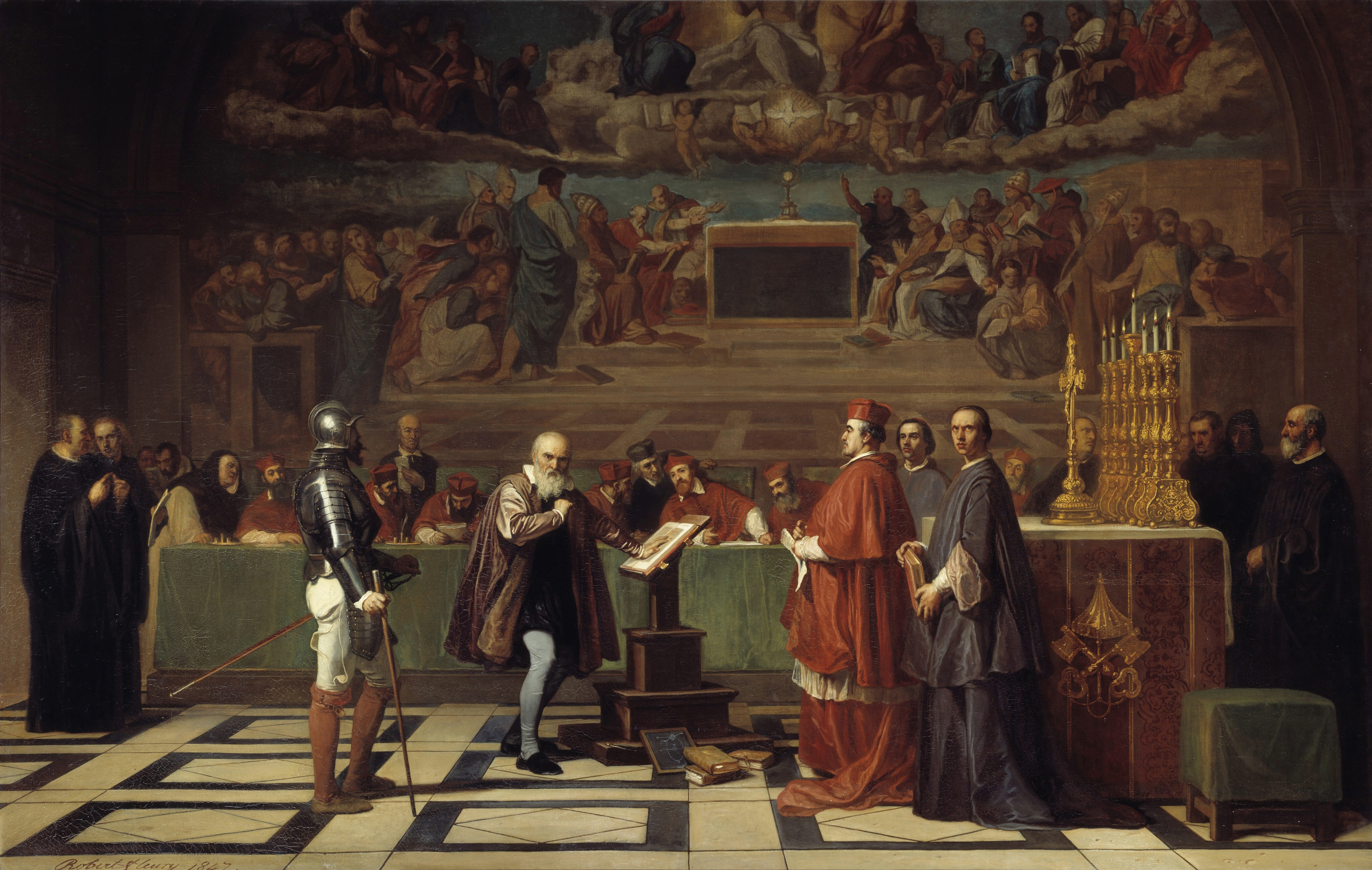
Галилей перед судом инквизиции Жозеф-Николя Робер-Флёри, 1847, Лувр

По окончании первого допроса обвиняемого взяли под арест. Галилей провёл в заключении всего 18 дней (с 12 по 30 апреля 1633 года) — эта необычная снисходительность, вероятно, была вызвана согласием Галилея покаяться, а также влиянием тосканского герцога, непрестанно хлопотавшего о смягчении участи своего старого учителя. Принимая во внимание его болезни и преклонный возраст, в качестве тюрьмы была использована одна из служебных комнат в здании инквизиционного трибунала.
Историки исследовали вопрос, применялась ли к Галилею пытка в период заключения. Документы процесса опубликованы Ватиканом не полностью, а то, что увидело свет, возможно, подверглось предварительному редактированию. Тем не менее в приговоре инквизиции были обнаружены следующие слова:

Заметив, что ты при ответах не совсем чистосердечно признаёшься в своих намерениях, мы сочли необходимым прибегнуть к строгому испытанию.
Оригинальный текст (лат.)  Cum vero nobis videretur non esse a te integram veritatem pronunciatam circa tuam intentionem: judicavimus necesse esse venire ad rigorosum examen tui, in quo (absque praejudicio aliquo eorum, quae tu confessus es, et quae contra te deducta sunt supra, circa dictam tuam intentionem) respondisti Catholice.
— Приговор Галилею (лат.)

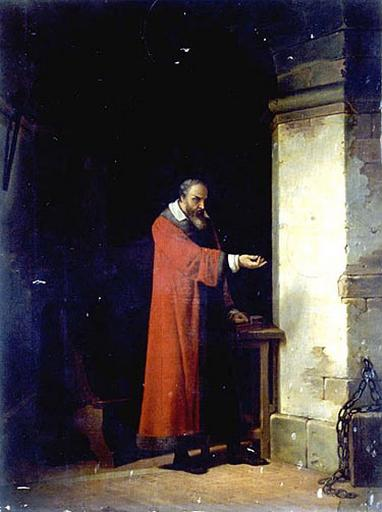
Галилей в тюрьме Лоран, Жан Антуан

После «испытания» Галилей в письме из тюрьмы (23 апреля) осторожно сообщает, что не встаёт с постели, так как его мучает «ужасная боль в бедре». Часть биографов Галилея предполагают, что пытка имела место, другие же считают это предположение недоказанным, поскольку документально подтверждена лишь угроза пыткой, часто сопровождавшаяся имитацией самой пытки. В любом случае, если пытка и была, то в умеренных масштабах, так как уже 30 апреля учёного отпустили обратно в тосканское посольство.
Судя по сохранившимся документам и письмам, научные темы на процессе не обсуждались. Основными были два вопроса: сознательно ли Галилей нарушил эдикт 1616 года, и раскаивается ли он в содеянном. Три эксперта инквизиции дали заключение: книга нарушает запрет на пропаганду «пифагорейской» доктрины. В итоге учёный был поставлен перед выбором: либо он покается и отречётся от своих «заблуждений», либо его постигнет участь Джордано Бруно.
16 июня инквизиция провела пленарное заседание с участием Урбана VIII, где постановила:

Ознакомившись со всем ходом дела и выслушав показания, Его Святейшество определил допросить Галилея под угрозой пытки и, если устоит, то после предварительного отречения как сильно подозреваемого в ереси… приговорить к заключению по усмотрению Святой Конгрегации. Ему предписано не рассуждать более письменно или устно каким-либо образом о движении Земли и о неподвижности Солнца… под страхом наказания как неисправимого.

Последний допрос Галилея состоялся 21 июня. Галилей подтвердил, что согласен произнести требуемое от него отречение; на этот раз его не отпустили в посольство и снова взяли под арест. 22 июня был объявлен приговор: Галилей виновен в распространении книги с «ложным, еретическим, противным Св. Писанию учением» о движении Земли:

Вследствие рассмотрения твоей вины и сознания твоего в ней присуждаем и объявляем тебя, Галилей, за всё вышеизложенное и исповеданное тобою под сильным подозрением у сего Св. судилища в ереси, как одержимого ложною и противною Священному и Божественному Писанию мыслью, будто Солнце есть центр земной орбиты и не движется от востока к западу, Земля же подвижна и не есть центр Вселенной. Также признаем тебя ослушником церковной власти, запретившей тебе излагать, защищать и выдавать за вероятное учение, признанное ложным и противным Св. Писанию… Дабы столь тяжкий и вредоносный грех твой и ослушание не остались без всякой мзды и ты впоследствии не сделался бы ещё дерзновеннее, а, напротив, послужил бы примером и предостережением для других, мы постановили книгу под заглавием «Диалог» Галилео Галилея запретить, а тебя самого заключить в тюрьму при Св. судилище на неопределённое время.

Галилей был приговорён к тюремному заключению на срок, который установит Папа. Его объявили не еретиком, а «сильно заподозренным в ереси»; такая формулировка также была тяжким обвинением, однако спасала от костра. После оглашения приговора Галилей на коленях произнёс предложенный ему текст отречения. Копии приговора по личному распоряжению Папы Урбана были разосланы во все университеты католической Европы.

### Последние годы

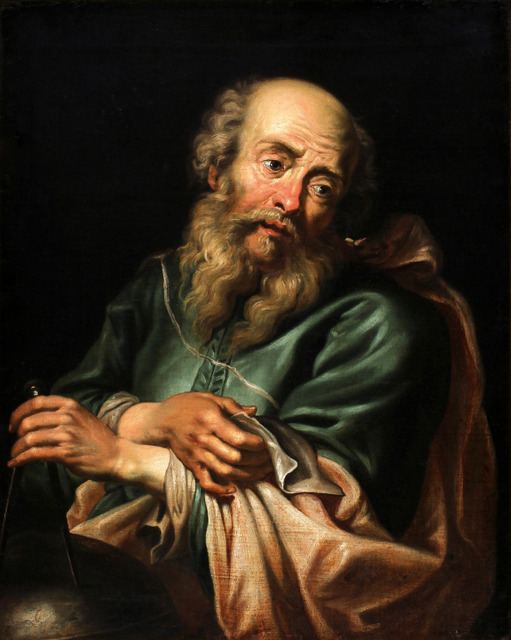
Портрет Галилео Галилея работы Петера Пауля Рубенса (около 1630 г.)

Папа не стал долго держать Галилея в тюрьме. Вскоре после вынесения приговора Галилея поселили на одной из вилл Медичи, откуда он был переведён во дворец своего друга, архиепископа Пикколомини в Сиене. Спустя пять месяцев Галилею было разрешено отправиться на родину, и он поселился в Арчетри, рядом с монастырём, где находились его дочери. На свободу он так и не вышел, остаток жизни провёл под домашним арестом и под постоянным надзором инквизиции.
Режим содержания Галилея не отличался от тюремного, и ему постоянно угрожали переводом в тюрьму за малейшее нарушение режима. Галилею не дозволялось посещение городов, хотя тяжелобольной узник нуждался в постоянном врачебном наблюдении. В первые годы ему запрещено было принимать гостей под страхом перевода в тюрьму; впоследствии режим был несколько смягчён, и друзья смогли навещать Галилея — правда, не более чем по одному.

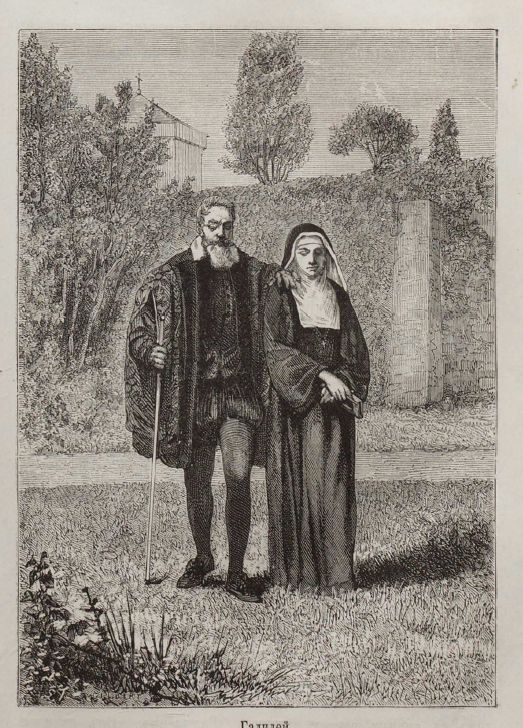
Полуослепший Галилей на прогулке с дочерью. Гравюра из книги Гастона Тиссандье «Мученики науки»

Инквизиция следила за пленником до конца его жизни; даже при кончине Галилея присутствовали два её представителя. Все его печатные работы подлежали особо тщательной цензуре. Отметим, что в протестантской Голландии издание «Диалога» продолжалось (первая публикация: 1635 год, в переводе на латинский).
В 1634 году умерла 33-летняя старшая дочь Вирджиния (в монашестве Мария-Челеста), любимица Галилея, которая преданно ухаживала за больным отцом и остро переживала его злоключения. Галилей пишет, что им владеют «безграничная печаль и меланхолия… постоянно слышу, как моя дорогая дочурка зовёт меня». Хотя состояние здоровья Галилея ухудшалось, но он продолжал работать в разрешённых для него областях науки.
Сохранилось письмо Галилея к его другу Элиа Диодати (1634), где он делится новостями о своих злоключениях, указывает на их виновников (иезуитов) и делится планами будущих исследований. Письмо было послано через доверенное лицо, и Галилей в нём вполне откровенен:

В Риме я был приговорён Святой инквизицией к заточению по указанию Его Святейшества… местом заточения для меня стал этот маленький городок в одной миле от Флоренции, со строжайшим запрещением спускаться в город, встречаться и беседовать с друзьями и приглашать их…
 
Когда я вернулся из монастыря вместе с врачом, посетившим мою больную дочь перед её кончиной, причём врач сказал мне, что случай безнадёжный и что она не переживёт следующего дня (как оно и случилось), я застал дома викария-инквизитора. Он явился, чтобы приказать мне, по распоряжению Св. инквизиции в Риме…, что я не должен был обращаться с просьбой разрешить мне вернуться во Флоренцию, иначе меня посадят в настоящую тюрьму Св. инквизиции…

Это происшествие и другие, о которых писать было бы слишком долго, показывает, что ярость моих весьма могущественных преследователей постоянно возрастает. И они в конце концов пожелали раскрыть своё лицо: когда один из моих дорогих друзей в Риме, тому около двух месяцев, в разговоре с падре Христофором Гринбергом, иезуитом, математиком этой коллегии, коснулся моих дел, этот иезуит сказал моему другу буквально следующее: «Если бы Галилей сумел сохранить расположение отцов этой коллегии, он жил бы на свободе, пользуясь славой, не было бы у него никаких огорчений и он мог бы писать по своему усмотрению о чём угодно — даже о движении Земли» и т. д. Итак, Вы видите, что на меня ополчились не из-за того или иного моего мнения, а из-за того, что я в немилости у иезуитов.

В конце письма Галилей высмеивает невежд, которые «подвижность Земли объявляют ересью» и сообщает, что намерен анонимно опубликовать новый трактат в защиту своей позиции, но прежде хочет закончить давно задуманную книгу по механике. Из этих двух планов он успел осуществить только второй — написал книгу по механике, подытожившую ранее сделанные им открытия в этой области (см. ниже).

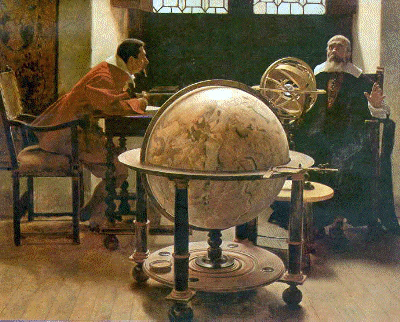
Тито Лесси. Галилей и Вивиани. Музей истории науки, Флоренция

Вскоре после смерти дочери Галилей полностью потерял зрение, но продолжал научные исследования, опираясь на верных учеников: Кастелли, Торричелли и Вивиани (автора первой биографии Галилея). В письме 30 января 1638 года Галилей заявил:

Я не прекращаю, даже в охватившей меня темноте, строить рассуждения по поводу то одного, то другого явления природы, и я не смог бы дать своему беспокойному уму отдыха, даже если бы пожелал того.

Последней книгой Галилея стали «Беседы и математические доказательства двух новых наук», где излагаются основы кинематики и сопротивления материалов. Фактически содержание книги представляет собой разгром аристотелевой динамики; взамен Галилей выдвигает свои принципы движения, проверенные на опыте. Бросая вызов инквизиции, Галилей вывел в новой книге тех же трёх персонажей, что и в запрещённом ранее «Диалоге о двух главнейших системах мира». В мае 1636 года учёный провёл переговоры об издании своего труда в Голландии, а затем тайно переправил туда рукопись. В доверительном письме другу, графу де Ноэлю (которому он посвятил эту книгу) Галилей заявил, что новый труд «снова ставит меня в ряды борцов». «Беседы…» вышли в свет в июле 1638 года, а в Арчетри книга попала почти через год — в июне 1639 года. Этот труд стал настольной книгой Гюйгенса и Ньютона, завершивших начатое Галилеем построение оснований механики.
Только один раз, незадолго до смерти (март 1638 года), инквизиция разрешила слепому и тяжело больному Галилею покинуть Арчетри и поселиться во Флоренции для лечения. При этом ему под страхом тюрьмы было запрещено выходить из дома и обсуждать «про́клятое мнение» о движении Земли. Однако спустя несколько месяцев, после появления нидерландского издания «Бесед…», разрешение было отменено, и учёному предписали вернуться в Арчетри. Галилей собирался продолжить «Беседы…», написав ещё две главы, но не успел выполнить задуманное.

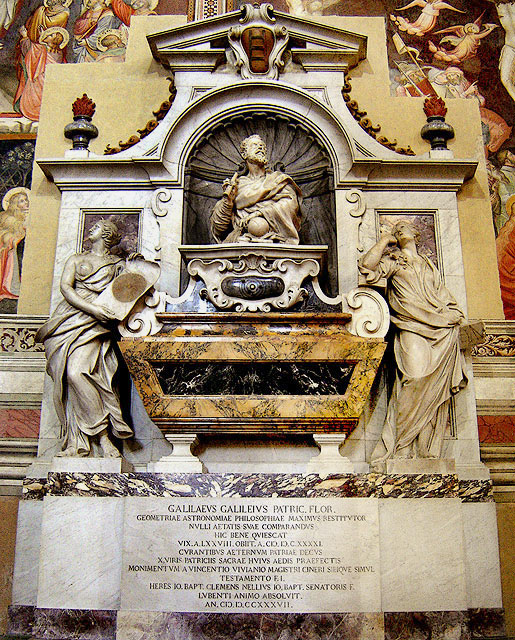
Гробница Галилео Галилея. Базилика Санта-Кроче, Флоренция

Галилео Галилей умер 8 января 1642 года, на 78-м году жизни, в своей постели. Папа Урбан запретил хоронить Галилея в семейном склепе базилики Санта-Кроче во Флоренции. Похоронили его в Арчетри без почестей, ставить памятник Папа тоже не позволил.
Младшая дочь, Ливия, умерла в монастыре. Позже единственный внук Галилея тоже постригся в монахи и сжёг хранившиеся у него бесценные рукописи учёного как богопротивные. Он был последним представителем рода Галилеев.
В 1737 году прах Галилея, как он и просил, был перенесён в базилику Санта-Кроче, где 17 марта он был торжественно погребён рядом с Микеланджело. В 1758 году Папа Бенедикт XIV велел вычеркнуть работы, защищавшие гелиоцентризм, из «Индекса запрещённых книг»; впрочем, эта работа проводилась неспешно и завершилась только в 1835 году.
С 1981 по 1992 годы по инициативе Римского Папы Иоанна Павла II работала комиссия по реабилитации Галилея, и 31 октября 1992 года Папа Иоанн Павел II на пленарном заседании Папской академии наук официально признал, что инквизиция в 1633 году совершила ошибку, силой вынудив учёного отречься от теории Коперника.

## Научные достижения
Галилей считается основателем не только экспериментальной, но — в значительной мере — и теоретической физики. В своём научном методе он осознанно сочетал продуманный эксперимент с его рациональным осмыслением и обобщением, и лично дал впечатляющие примеры таких исследований. Иногда из-за недостатка научных данных Галилей ошибался (например, в вопросах о форме планетных орбит, природе комет или причинах приливов), но в подавляющем большинстве случаев его метод приводил к цели. Кеплер, располагавший более полными и точными данными, чем Галилей, сделал правильные выводы в тех случаях, когда Галилей ошибался.

### Философия и научный метод
Хотя в древней Греции были замечательные инженеры (Архимед, Герон и другие), сама идея экспериментального метода познания, который должен дополнять и подтверждать дедуктивно-умозрительные построения, была чужда созерцательному духу античной физики.
В Европе ещё в XIII веке Роберт Гроссетест и Роджер Бэкон призвали к созданию экспериментальной науки, которая на математическом языке смогла бы описать природные явления, однако до Галилея в реализации этой идеи не было существенного продвижения: научные методы мало отличались от теологических, и ответы на научные вопросы по-прежнему искали в книгах древних авторитетов.
Научная революция в физике начинается с Галилея.
В отношении философии природы Галилей был убеждённым рационалистом. Галилей отмечал, что человеческий разум, как бы далеко он ни шёл, всегда будет охватывать лишь бесконечно малую часть истины. Но вместе с тем по уровню достоверности разум вполне способен постичь законы природы. В «Диалоге о двух системах мира» он писал:

Экстенсивно, те по отношению к множеству познаваемых объектов, а это множество бесконечно, познание человека как бы ничто, хотя он и познает тысячи истин, так как тысяча по сравнению с бесконечностью как бы нуль; но если взять познание интенсивно, то, поскольку термин «интенсивное» означает познание какой-либо истины, то я утверждаю, что человеческий разум познаёт некоторые истины столь совершенно и с такой абсолютной достоверностью, какую имеет сама природа; таковы чистые математические науки, геометрия и арифметика; хотя Божественный разум знает в них бесконечно больше истин… но в тех немногих, которые постиг человеческий разум, я думаю, его познание по объективной достоверности равно Божественному, ибо оно приходит к пониманию их необходимости, а высшей степени достоверности не существует.

Разум у Галилея — сам себе судья; в случае конфликта с любым другим авторитетом, даже религиозным, он не должен уступать:

Мне кажется, что при обсуждении естественных проблем мы должны отправляться не от авторитета текстов Священного Писания, а от чувственных опытов и необходимых доказательств… Я полагаю, что всё касающееся действий природы, что доступно нашим глазам или может быть уяснено путём логических доказательств, не должно возбуждать сомнений, ни тем более подвергаться осуждению на основании текстов Священного Писания, может быть, даже превратно понятых.

Бог не менее открывается нам в явлениях природы, нежели в речениях Священного Писания… Было бы опасно приписывать Священному Писанию какое-либо суждение, хотя бы один раз оспоренное опытом.

Античные и средневековые философы предлагали для объяснения явлений природы разнообразные «метафизические сущности» (субстанции), которым приписывались надуманные свойства. Галилея такой подход не устраивал:

Поиск сущности я считаю занятием суетным и невозможным, а затраченные усилия — в равной мере тщетными как в случае с удалёнными небесными субстанциями, так и с ближайшими и элементарными; и мне кажется, что одинаково неведомы как субстанция Луны, так и Земли, как пятен на Солнце, так и обыкновенных облаков… [Но] если тщетно искать субстанцию солнечных пятен, это ещё не значит, что нами не могут быть исследованы некоторые их характеристики, например место, движение, форма, величина, непрозрачность, способность к изменениям, их образование и исчезновение.

Декарт отверг такую позицию (в его физике основное внимание уделялось именно нахождению «главных причин»), однако начиная с Ньютона галилеевский подход становится преобладающим.
Галилей считается одним из основателей механицизма. Этот научный подход рассматривает Вселенную как гигантский механизм, а сложные природные процессы — как комбинации простейших причин, главная из которых — механическое движение. Анализ механического движения лежит в основе работ Галилея. Он писал в «Пробирных дел мастере»:

Никогда я не стану от внешних тел требовать чего-либо иного, чем величина, фигура, количество, и более или менее быстрые движения для того, чтобы объяснить возникновение ощущений вкуса, запаха и звука; я думаю, что если бы мы устранили уши, языки, носы, то остались бы только фигуры, числа, движения, но не запахи, вкусы и звуки, которые, по моему мнению, вне живого существа являются не чем иным, как только пустыми именами.

Для проектирования эксперимента и для осмысления его результатов нужна некоторая предварительная теоретическая модель исследуемого явления, и основой её Галилей считал математику, выводы которой он рассматривал как самое достоверное знание: книга природы «написана на языке математики»; «Тот, кто хочет решать вопросы естественных наук без помощи математики, ставит неразрешимую задачу. Следует измерять то, что измеримо, и делать измеримым то, что таковым не является.»
Опыт Галилей рассматривал не как простое наблюдение, а как осмысленный и продуманный вопрос, заданный природе. Он допускал и мысленные эксперименты, если их результаты не вызывают сомнений. При этом он ясно представлял, что сам по себе опыт не даёт достоверного знания, и полученный от природы ответ должен подвергнуться анализу, результат которого может привести к переделке исходной модели или даже к замене её на другую. Таким образом, эффективный путь познания, по мнению Галилея, состоит в сочетании синтетического (в его терминологии, композитивный метод) и аналитического (резолютивный метод), чувственного и абстрактного. Эта позиция, поддержанная Декартом, с этого момента утвердилась в науке. Тем самым наука получила свой метод, собственный критерий истины и светский характер.

### Механика

Последний труд Галилея по основам механики

Физика и механика в те годы изучались по сочинениям Аристотеля, которые содержали умозрительные рассуждения о принципах природных процессов. В частности, Аристотель утверждал:
- Скорость падения пропорциональна весу тела.
- Движение происходит, пока действует «побудительная причина» (сила), и в отсутствие силы прекращается.

Находясь в Падуанском университете, Галилей изучал инерцию и свободное падение тел. В частности, он заметил, что ускорение свободного падения не зависит от веса тела, таким образом опровергнув первое утверждение Аристотеля.
В своей последней книге Галилей сформулировал правильные законы падения: скорость нарастает пропорционально времени, а путь — пропорционально квадрату времени. В соответствии со своим научным методом он тут же привёл опытные данные, подтверждающие открытые им законы. Более того, Галилей рассмотрел (в 4-й день «Бесед») и обобщённую задачу: исследовать поведение падающего тела с ненулевой горизонтальной начальной скоростью. Он совершенно правильно предположил, что полёт такого тела будет представлять собой суперпозицию (наложение) двух «простых движений»: равномерного горизонтального движения по инерции и равноускоренного вертикального падения.
Галилей доказал, что указанное, а также любое брошенное под углом к горизонту тело летит по параболе. В истории науки это первая решённая задача динамики. В заключение исследования Галилей доказал, что максимальная дальность полёта брошенного тела достигается для угла броска 45° (ранее это предположение высказал Тарталья, который, однако, не смог его строго обосновать). На основе своей модели Галилей (ещё в Венеции) составил первые артиллерийские таблицы.
Галилей опроверг и второй из приведённых законов Аристотеля, сформулировав первый закон механики (закон инерции): при отсутствии внешних сил тело либо покоится, либо равномерно движется. То, что мы называем инерцией, Галилей поэтически назвал «неистребимо запечатлённое движение». Правда, он допускал свободное движение не только по прямой, но и по окружности (видимо, из астрономических соображений). Правильную формулировку закона позднее дали Декарт и Ньютон; тем не менее общепризнанно, что само понятие «движение по инерции» впервые введено Галилеем, и первый закон механики по справедливости носит его имя.
Галилей является одним из основоположников принципа относительности в классической механике, ставшего в слегка уточнённом виде одним из краеугольных камней современной трактовки этой науки и названного позже в его честь. В «Диалоге о двух системах мира» Галилей сформулировал принцип относительности следующим образом:

Для предметов, захваченных равномерным движением, это последнее как бы не существует и проявляет своё действие только на вещах, не принимающих в нём участия.

Разъясняя принцип относительности, Галилей вкладывает в уста Сальвиати обстоятельное и красочное (весьма типичное для стиля научной прозы великого итальянца) описание воображаемого «опыта», проводимого в трюме корабля:

… Запаситесь мухами, бабочками и другими подобными мелкими летающими насекомыми; пусть будет у вас там также большой сосуд с водой и плавающими в нём маленькими рыбками; подвесьте, далее, наверху ведёрко, из которого вода будет падать капля за каплей в другой сосуд с узким горлышком, подставленный внизу. Пока корабль стоит неподвижно, наблюдайте прилежно, как мелкие летающие животные с одной и той же скоростью движутся во все стороны помещения; рыбы, как вы увидите, будут плавать безразлично во всех направлениях; все падающие капли попадут в подставленный сосуд… Заставьте теперь корабль двигаться с малой скоростью и тогда (если только движение будет равномерным и без качки в ту и другую сторону) во всех названных явлениях вы не обнаружите ни малейшего изменения и ни по одному из них не сможете установить, движется ли корабль или стоит неподвижно.

Строго говоря, корабль Галилея движется не прямолинейно, а по дуге большого круга поверхности земного шара. В рамках современного понимания принципа относительности система отсчёта, связанная с этим кораблём, будет лишь приближённо инерциальной, так что выявить факт его движения, не обращаясь к внешним ориентирам, всё же возможно (правда, пригодные для этого измерительные приборы появились лишь в XX веке…).
Перечисленные выше открытия Галилея, кроме всего прочего, позволили ему опровергнуть многие доводы противников гелиоцентрической системы мира, утверждавших, что вращение Земли заметно сказалось бы на явлениях, происходящих на её поверхности. Например, по мнению геоцентристов, поверхность вращающейся Земли за время падения любого тела уходила бы из-под этого тела, смещаясь на десятки или даже сотни метров. Галилей уверенно предсказал: «Будут безрезультатны любые опыты, которые должны были бы указывать более против, чем за вращение Земли».

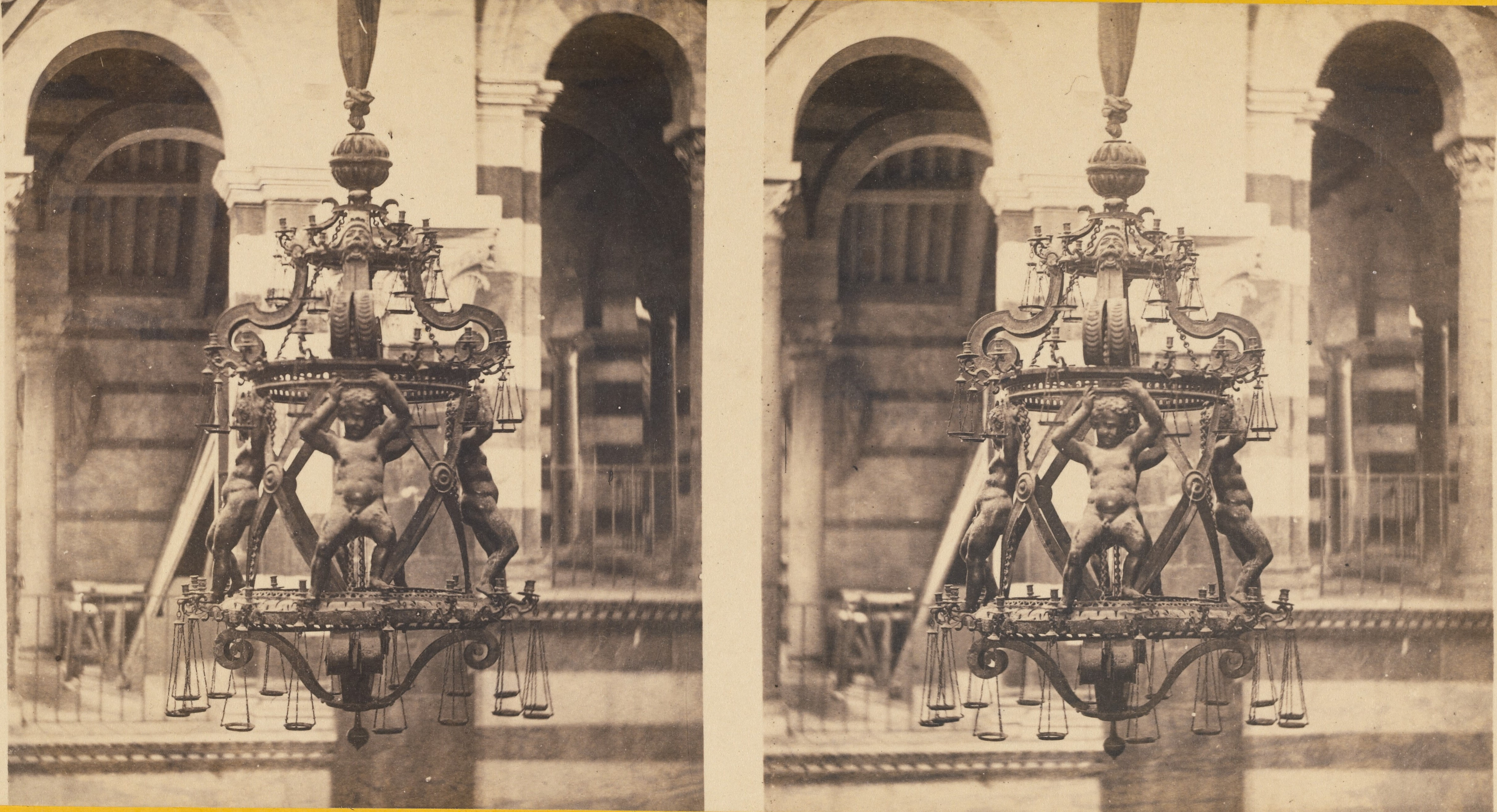
Пиза. Кафедральный собор. «Лампа Галилей», колебания которой изучал Галилей. 1860-е гг.

Галилей опубликовал исследование колебаний маятника и заявил, что период колебаний не зависит от их амплитуды (это приблизительно верно для малых амплитуд). Он также обнаружил, что периоды колебаний маятника соотносятся как квадратные корни из его длины. Результаты Галилея привлекли внимание Гюйгенса, который использовал маятниковый регулятор (1657) для усовершенствования спускового механизма часов; с этого момента появилась возможность точных измерений в экспериментальной физике.
Впервые в истории науки Галилей поставил вопрос о прочности стержней и балок при изгибе и тем самым положил начало новой науке — сопротивлению материалов.
Многие рассуждения Галилея представляют собой наброски открытых много позднее физических законов. Например, в «Диалоге» он сообщает, что вертикальная скорость шара, катящегося по поверхности сложного рельефа, зависит только от его текущей высоты, и иллюстрирует этот факт несколькими мысленными экспериментами; сейчас мы бы сформулировали этот вывод как закон сохранения энергии в поле тяжести. Аналогично он объясняет (теоретически незатухающие) качания маятника. Некоторые рассуждения Галилея проложили путь к понятию центростремительного ускорения, правильную формулу которого впоследствии вывел Христиан Гюйгенс.
В статике Галилей ввёл фундаментальное понятие момента силы (итал. momento).

### Астрономия

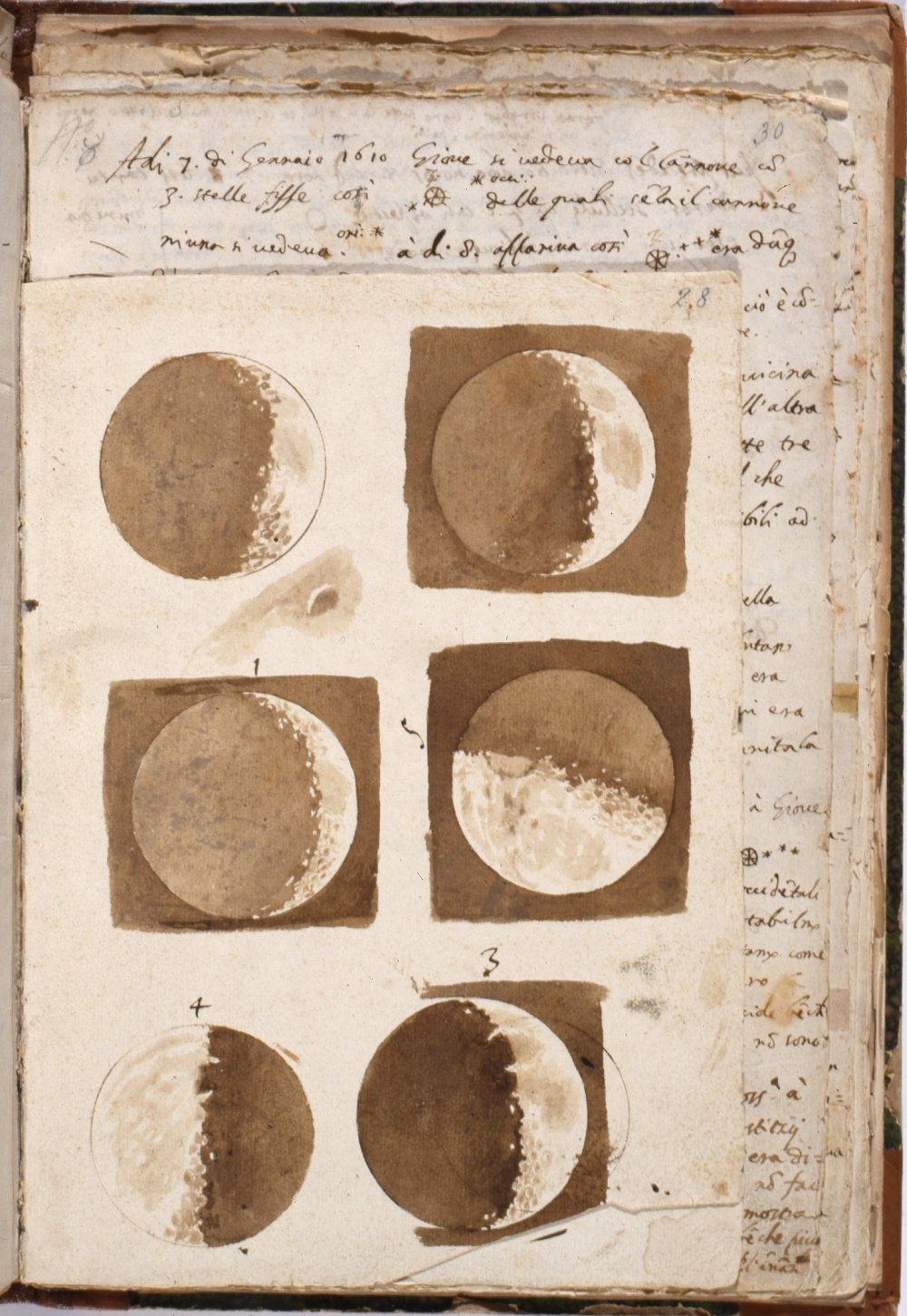
Зарисовки Луны из рабочей тетради Галилея. 1609 г., Центральная Национальная библиотека, Флоренция

В 1609 году Галилей самостоятельно построил свой первый телескоп с выпуклым объективом и вогнутым окуляром. Труба давала приблизительно трёхкратное увеличение. Вскоре ему удалось построить телескоп, дающий увеличение в 32 раза. Отметим, что термин телескоп ввёл в науку именно Галилей (сам термин предложил ему Федерико Чези, основатель «Академии деи Линчеи»). Ряд телескопических открытий Галилея способствовали утверждению гелиоцентрической системы мира, которую Галилей активно пропагандировал, и опровержению взглядов геоцентристов Аристотеля и Птолемея.
Первые телескопические наблюдения небесных тел Галилей провёл 7 января 1610 года. Эти наблюдения показали, что Луна, подобно Земле, имеет сложный рельеф — покрыта горами и кратерами. Известный с древних времён пепельный свет Луны Галилей объяснил как результат попадания на наш естественный спутник солнечного света, отражённого Землёй. Всё это опровергало учение Аристотеля о противоположности «земного» и «небесного»: Земля стала телом принципиально той же природы, что и небесные светила, а это, в свою очередь, служило косвенным доводом в пользу системы Коперника: если другие планеты движутся, то естественно предположить, что движется и Земля. Галилей обнаружил также либрацию Луны и довольно точно оценил высоту лунных гор.

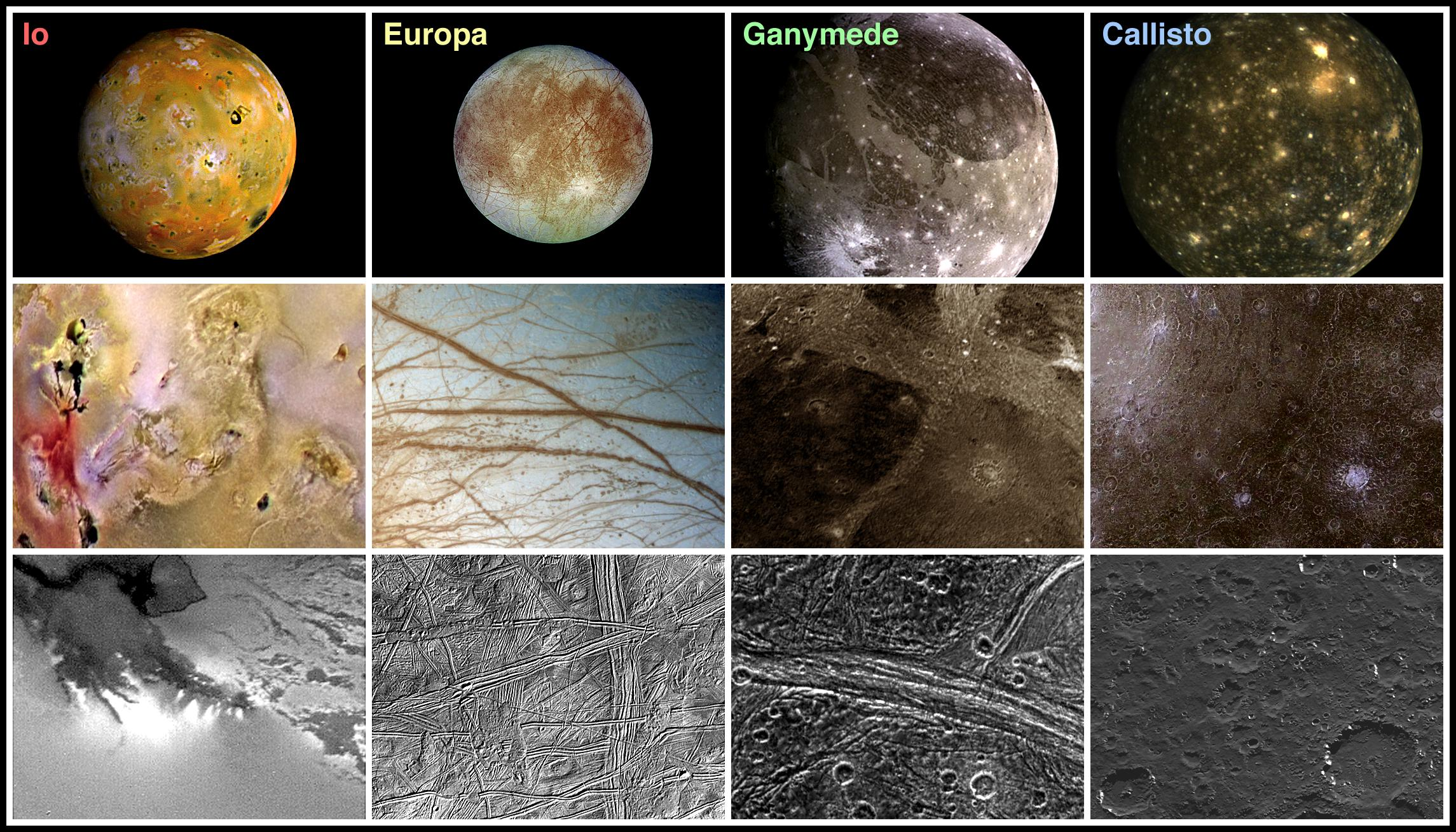
Галилеевы спутники Юпитера (современные фотографии)

У Юпитера обнаружились собственные луны — четыре спутника. Тем самым Галилей опроверг один из доводов противников гелиоцентризма: Земля не может вращаться вокруг Солнца, поскольку вокруг неё самой вращается Луна. Ведь Юпитер заведомо должен был вращаться либо вокруг Земли (как в геоцентрической системе), либо вокруг Солнца (как в гелиоцентрической). Полтора года наблюдений позволили Галилею оценить период обращения этих спутников (1612), хотя приемлемая точность оценки была достигнута только в эпоху Ньютона. Галилей предложил использовать наблюдения затмений спутников Юпитера для решения важнейшей проблемы определения долготы на море. Сам он не смог разработать реализацию подобного подхода, хотя работал над ней до конца жизни; первым успеха добился Кассини (1681), однако из-за трудностей наблюдений на море метод Галилея применялся в основном сухопутными экспедициями, а после изобретения морского хронометра (середина XVIII века) проблема была закрыта.
Галилей открыл также (независимо от Иоганна Фабрициуса и Хэрриота) солнечные пятна. Существование пятен и их постоянная изменчивость опровергали тезис Аристотеля о совершенстве небес (в отличие от «подлунного мира»). По результатам их наблюдений Галилей сделал вывод, что Солнце вращается вокруг своей оси, оценил период этого вращения и положение оси Солнца.

Фазы Венеры

Галилей установил, что Венера меняет фазы. С одной стороны, это доказывало, что она светит отражённым светом Солнца (насчёт чего в астрономии предшествующего периода не было ясности). С другой стороны, порядок смены фаз соответствовал гелиоцентрической системе: в теории Птолемея Венера как «нижняя» планета была всегда ближе к Земле, чем Солнце, и «полновенерие» было невозможно.
Галилей отметил также странные «придатки» у Сатурна, но открытию кольца помешали слабость телескопа и поворот кольца, скрывший его от земного наблюдателя. Полвека спустя кольцо Сатурна открыл и описал Гюйгенс, в распоряжении которого был 92-кратный телескоп.
Историки науки обнаружили, что 28 декабря 1612 года Галилей наблюдал ещё не открытую тогда планету Нептун и зарисовал её положение среди звёзд, а 29 января 1613 года наблюдал её же в соединении с Юпитером. Однако Галилей не опознал Нептун как планету.
Галилей показал, что при наблюдении в телескоп планеты видны как диски, видимые размеры которых в различных конфигурациях меняются в таком соотношении, какое следует из теории Коперника. Однако диаметр звёзд при наблюдениях с телескопом не увеличивается. Это опровергало оценки видимого и реального размера звёзд, которые использовались некоторыми астрономами как аргумент против гелиоцентрической системы.
Млечный Путь, который при наблюдении невооружённым глазом выглядит как сплошное сияние, распался на отдельные звёзды (что подтвердило догадку Демокрита), и стало видно громадное количество неизвестных ранее звёзд.
В «Диалоге о двух системах мира» Галилей подробно обосновал (устами персонажа Сальвиати), почему он предпочитает систему Коперника, а не Птолемея:
- Венера и Меркурий никогда не оказываются в противостоянии, то есть в стороне неба, противоположной Солнцу. Это означает, что они вращаются вокруг Солнца, и их орбита проходит между Солнцем и Землёй.
- У Марса противостояния бывают. Кроме того, Галилей не выявил у Марса фаз, заметно отличных от полной освещённости видимого диска. Отсюда и из анализа изменений яркости при движении Марса Галилей сделал вывод, что эта планета тоже вращается вокруг Солнца, но в данном случае Земля находится внутри её орбиты. Аналогичные выводы он сделал для Юпитера и Сатурна.

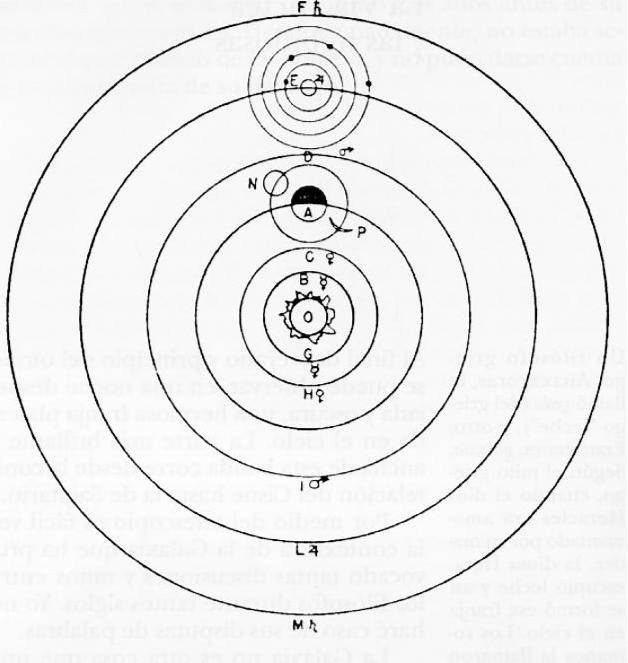
Изображение гелиоцентрической системы мира из «Диалога о двух главнейших системах мира» Галилея

Таким образом, осталось выбрать между двумя системами мира: Солнце (с планетами) вращается вокруг Земли или Земля вращается вокруг Солнца. Наблюдаемая картина движений планет в обоих случаях одна и та же, это гарантирует принцип относительности, сформулированный самим Галилеем. Поэтому для выбора нужны дополнительные доводы, в числе которых Галилей приводит бо́льшую простоту и естественность модели Коперника.
Будучи пламенным сторонником Коперника, Галилей, однако, отверг систему Кеплера с эллиптическими орбитами планет. Заметим, что именно законы Кеплера вместе с динамикой Галилея привели Ньютона к закону всемирного тяготения. Галилей ещё не осознавал идеи силового взаимодействия небесных тел, считая движение планет вокруг Солнца по круговым орбитам как бы их естественным свойством, необходимым «для поддержания наилучшего расположения и совершенного порядка частей Вселенной». В этом он невольно оказался ближе к Аристотелю, чем, может быть, этого хотел.
Галилей разъяснил, отчего земная ось не поворачивается при обращении Земли вокруг Солнца; для объяснения этого явления Коперник ввёл специальное «третье движение» Земли. Галилей показал на опыте, что ось свободно движущегося волчка сохраняет своё направление сама собой («Письма к Инголи»):
Подобное явление очевидным образом обнаруживается у всякого тела, находящегося в свободно подвешенном состоянии, как я показывал многим; да и вы сами можете в этом убедиться, положив плавающий деревянный шар в сосуд с водою, который вы возьмете в руки, и затем, вытянув их, начнете вращаться вокруг самого себя; вы увидите, как этот шар будет поворачиваться вокруг себя в сторону, обратную вашему вращению; он закончит свой полный оборот в то же самое время, как вы закончите ваш.

Вместе с тем Галилей сделал серьёзную ошибку, полагая, что явление приливов доказывает вращение Земли вокруг оси. Впрочем, он приводит и другие серьёзные аргументы в пользу суточного вращения Земли:
- Трудно согласиться с тем, что вся Вселенная совершает суточный оборот вокруг Земли (особенно учитывая колоссальные расстояния до звёзд); более естественно объяснить наблюдаемую картину вращением одной Земли. Синхронное участие планет в суточном вращении нарушало бы также наблюдаемую закономерность, согласно которой, чем дальше планета от Солнца, тем медленнее она движется.
- Даже у огромного Солнца обнаружено осевое вращение.

Галилей описывает здесь же мысленный эксперимент, который мог бы доказать вращение Земли: пушечный снаряд или падающее тело за время падения немного отклоняются от вертикали; однако приведённый им расчёт показывает, что это отклонение ничтожно. Он сделал верное замечание, что вращение Земли должно влиять на динамику ветров. Все эти эффекты были обнаружены много позже. В 1851 году Леон Фуко провёл эксперимент, доказывающий суточное вращение Земли, с помощью маятника.

### Математика
К теории вероятностей относится его исследование об исходах при бросании игральных костей. В его «Рассуждении об игре в кости» («Considerazione sopra il giuoco dei dadi», время написания неизвестно, опубликовано в 1718 году) проведён довольно полный анализ этой задачи.
В «Беседах о двух новых науках» он сформулировал «парадокс Галилея»: натуральных чисел столько же, сколько их квадратов, хотя бо́льшая часть чисел не являются квадратами. Это подтолкнуло в дальнейшем к исследованию природы бесконечных множеств и их классификации; завершился процесс созданием теории множеств.

### Другие достижения
Галилей изобрёл:
- Гидростатические весы для определения удельного веса твёрдых тел. Галилей описал их конструкцию в трактате «La bilancetta» (1586)[112][113].
- Первый термометр, ещё без шкалы (1592)[114].
- Пропорциональный циркуль, используемый в чертёжном деле (1606)[115][116].
- Микроскоп, плохого качества (1612); с его помощью Галилей изучал насекомых[117][118].

Некоторые из изобретений Галилея
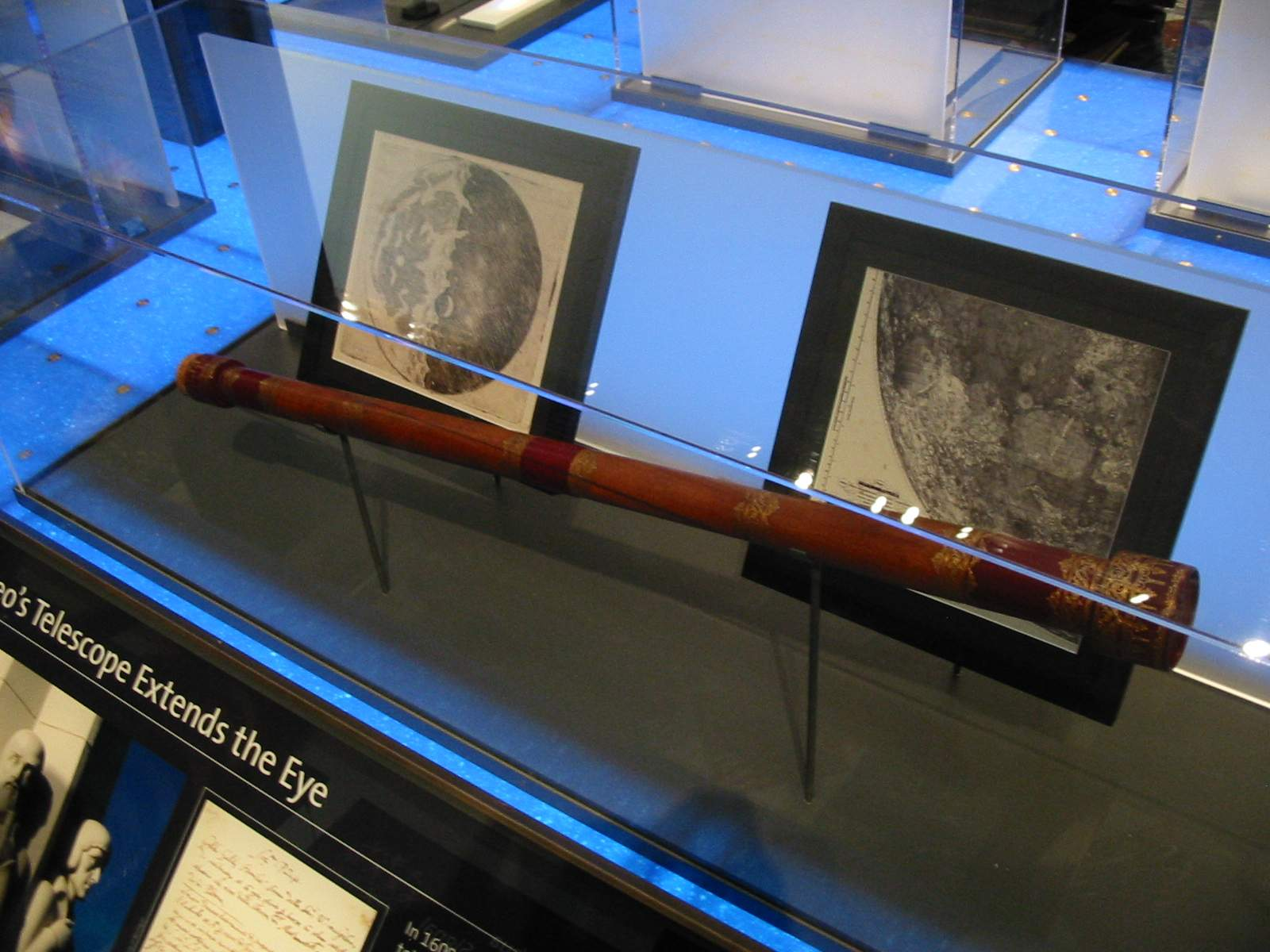
Телескоп Галилея (современная копия)
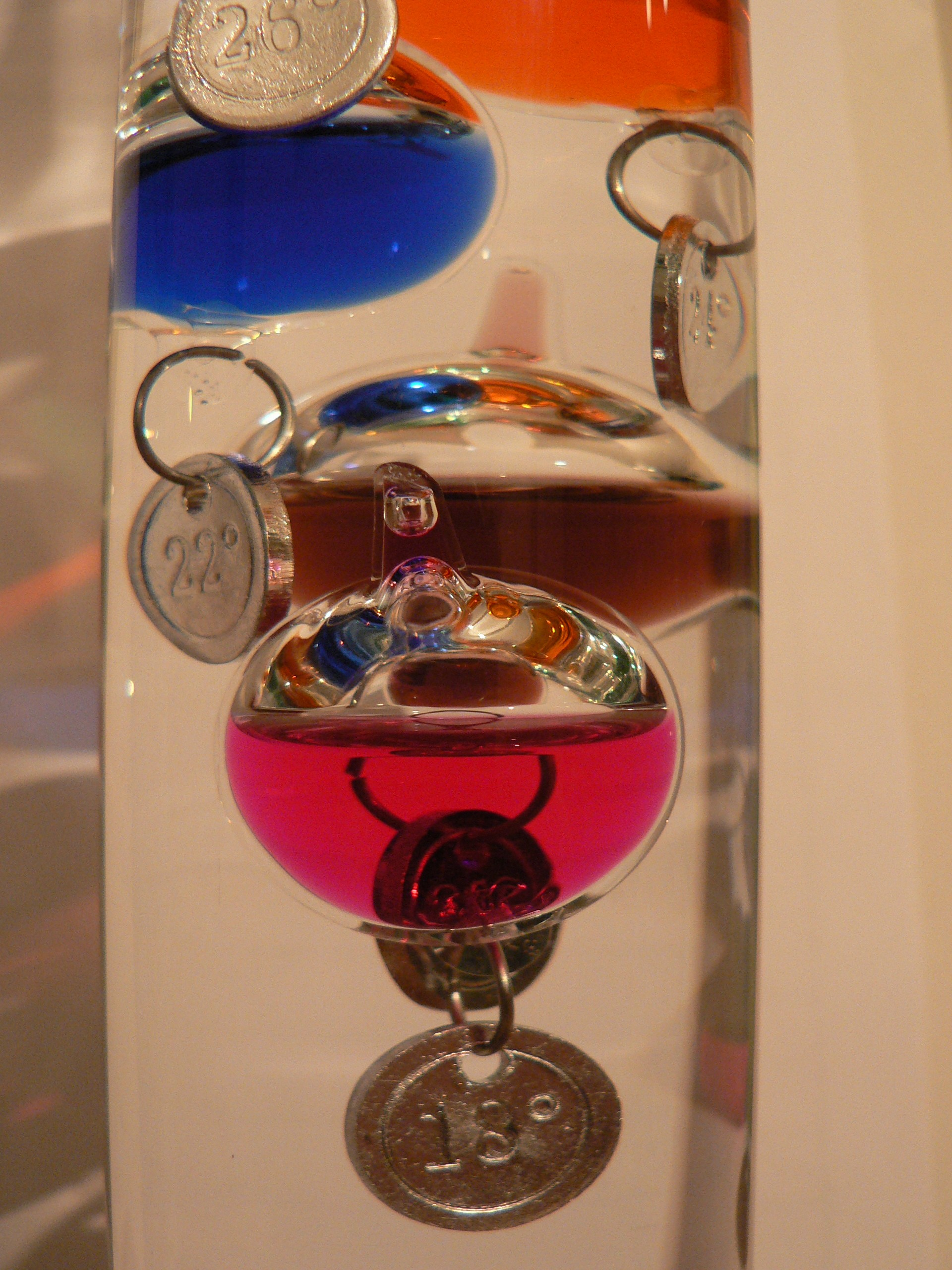
Термометр Галилея (современная копия)
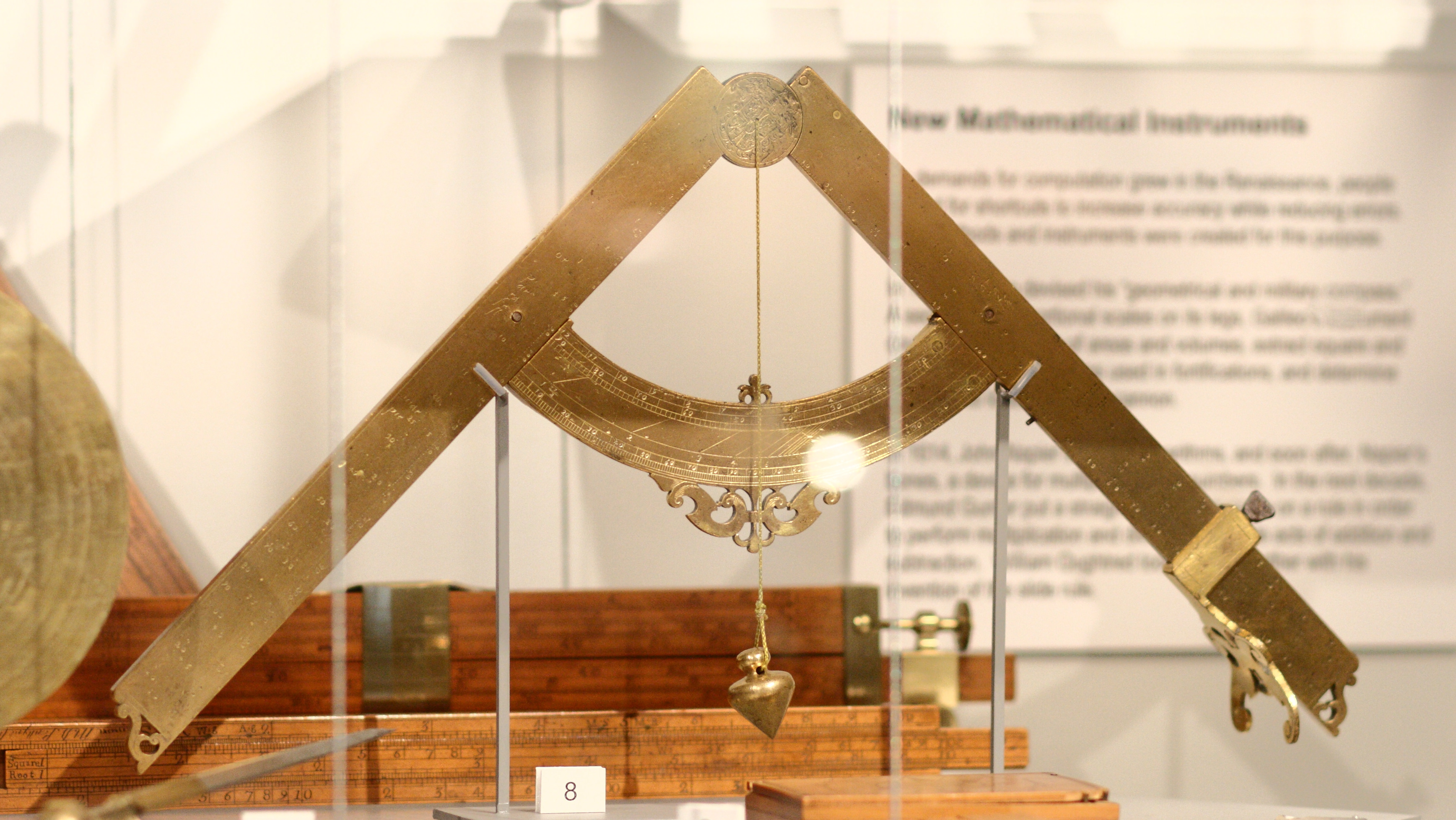
Пропорциональный циркуль
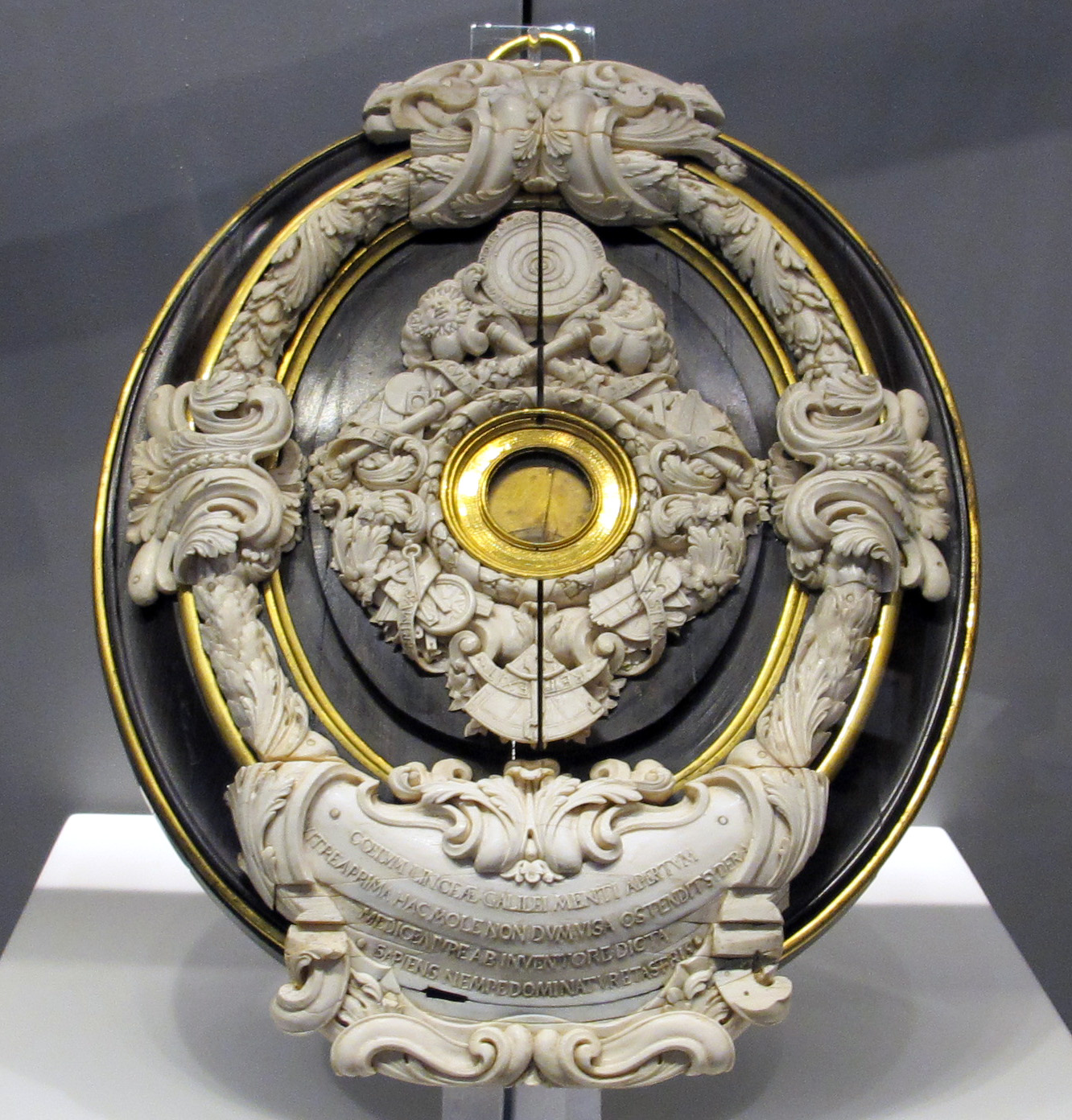
Объектив Галилея, Музей Галилея (Флоренция)

- В 1618 году Галилей сконструировал предназначенный для морских наблюдений шлем с каркасом, на который крепились два небольших телескопа, и назвал его «челатон» (Celatone)[119].

Галилей занимался также оптикой, акустикой, теорией цвета и магнетизма, гидростатикой, сопротивлением материалов, проблемами фортификации. Провёл эксперимент по измерению скорости света, которую считал конечной (без успеха). Он первым опытным путём измерил плотность воздуха, которую Аристотель считал равной 1/10 плотности воды; эксперимент Галилея дал значение 1/400, что намного ближе к истинному значению (около 1/770). Ясно сформулировал закон неуничтожимости вещества.

### Ученики
Среди учеников Галилея были:
- Борелли, продолживший изучение спутников Юпитера; он одним из первых сформулировал закон всемирного тяготения[124]. Основоположник биомеханики.
- Вивиани, первый биограф Галилея, талантливый физик и математик.
- Кавальери, предтеча математического анализа, в судьбе которого поддержка Галилея сыграла огромную роль.
- Кастелли, создатель гидрометрии.
- Торричелли, ставший выдающимся физиком и изобретателем.

## Память
В честь Галилея названы:

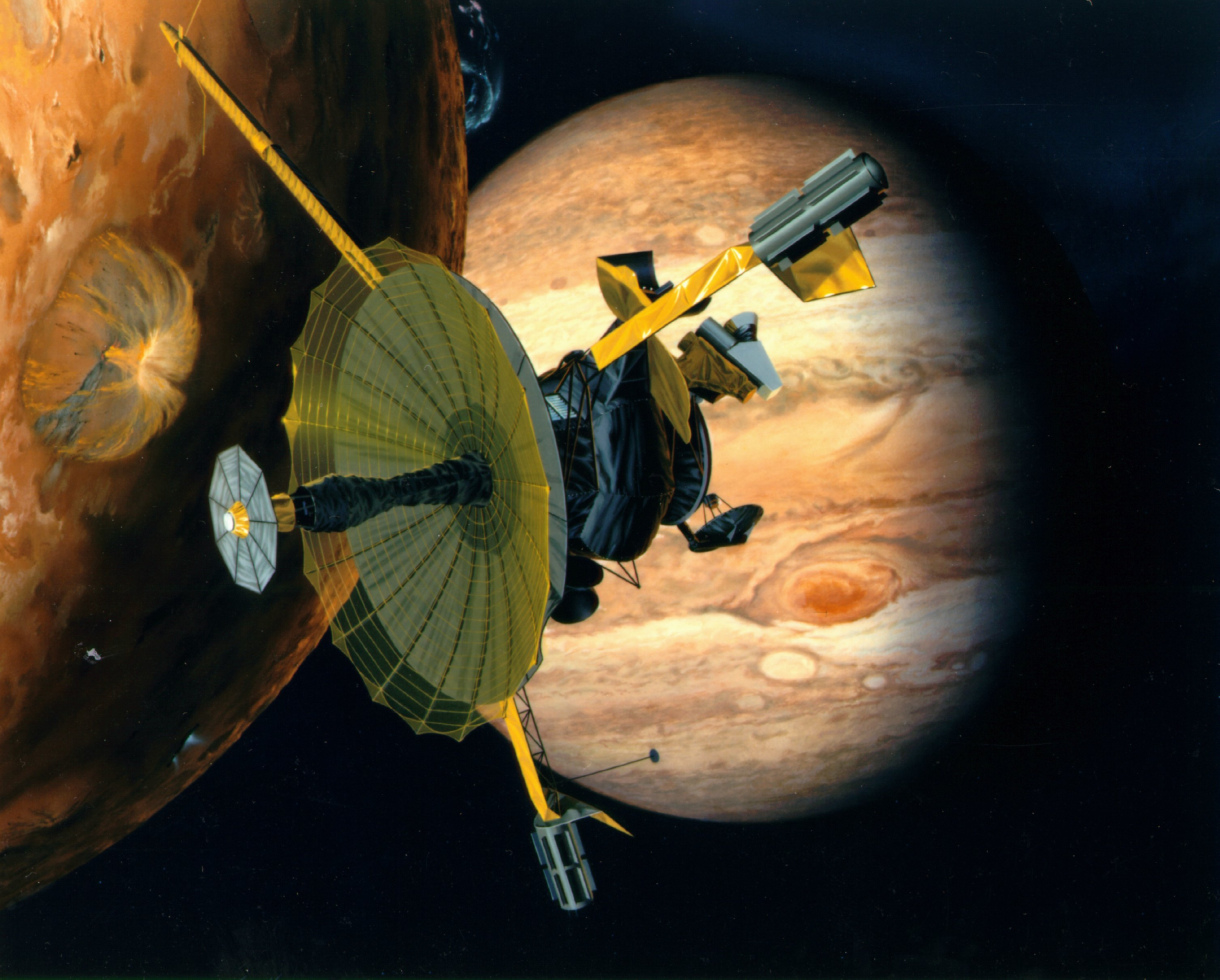
Зонд «Галилео» исследует Ио, спутник Юпитера (рисунок)

- Открытые им «галилеевы спутники» Юпитера.
- Ударный кратер на Луне (−63°, +10°).
- Кратер на Марсе (6° с. ш., 27° з. д.)[125].
- Астероид (697) Галилея[126].
- Принцип относительности и преобразование координат в классической механике.
- Космический зонд НАСА «Галилео» (1989—2003).
- Европейский проект «Galileo» спутниковой системы навигации.
- Единица ускорения «Гал» (Gal) в системе СГС, равная 1 см/с².
- Научная развлекательно-познавательная телепрограмма Galileo, показываемая в нескольких странах. В России она идёт с 2007 года на СТС.
- Аэропорт в Пизе.
- Итальянская компания «Officine Galileo[итал.]», производящая научные и астрономические инструменты, в том числе для миссии Mars Express. Базируется в Кампи-Бизенцио, провинция Флоренция.

В ознаменование 400-летия первых наблюдений Галилея Генеральная Ассамблея ООН объявила 2009 год годом астрономии.

### Оценки личности
Лагранж так оценил вклад Галилея в теоретическую физику:

Требовалась исключительная сила духа, чтобы извлечь законы природы из конкретных явлений, которые всегда были у всех перед глазами, но объяснение которых тем не менее ускользало от пытливого взгляда философов.

Эйнштейн назвал Галилея «отцом современной науки» и дал ему такую характеристику:

Перед нами предстаёт человек незаурядной воли, ума и мужества, способный в качестве представителя рационального мышления выстоять против тех, кто, опираясь на невежество народа и праздность учителей в церковных облачениях и университетских мантиях, пытается упрочить и защитить своё положение. Необычайное литературное дарование позволяет ему обращаться к образованным людям своего времени на таком ясном и выразительном языке, что ему удаётся преодолеть антропоцентрическое и мифическое мышление своих современников и вновь вернуть им объективное и причинное восприятие космоса, утраченное с упадком греческой культуры.

Выдающийся физик Стивен Хокинг, родившийся в день 300-летней годовщины смерти Галилея, писал:

Галилей, пожалуй, больше, чем кто-либо другой из отдельных людей, ответствен за рождение современной науки. Знаменитый спор с Католической Церковью занимал центральное место в философии Галилея, ибо он одним из первых объявил, что у человека есть надежда понять, как устроен мир, и, более того, что этого можно добиться, наблюдая наш реальный мир.
Оставаясь преданным католиком, Галилей не поколебался в своей вере в независимость науки. За четыре года до смерти, в 1642 г., находясь всё ещё под домашним арестом, он тайно переправил в голландское издательство рукопись своей второй крупной книги «Две новые науки». Именно эта работа, в большей степени, чем его поддержка Коперника, дала рождение современной науке.

### В литературе и искусстве
- Бертольт Брехт. Жизнь Галилея. Пьеса. — В книге: Бертольт Брехт. Театр. Пьесы. Статьи. Высказывания. В пяти томах. — М.: Искусство, 1963. — Т. 2.
- Лилиана Кавани (режиссёр). «Галилей» (кинофильм) (англ.) (1968). Дата обращения: 2 марта 2009. Архивировано из оригинала 4 ноября 2011 года.
- Джозеф Лоузи (режиссёр). «Галилей» (кинофильм, экранизация пьесы Брехта) (англ.) (1975). Дата обращения: 2 марта 2009. Архивировано из оригинала 19 сентября 2009 года.
- Филип Гласс (композитор), опера «Галилей».
- Eppur Si Muove — концептуальный альбом симфоник-метал-группы Haggard, посвящённый истории жизни Галилея, его работам и непростым отношениям с церковью[131].
- Александр Городницкий, песня Галилей, 1967 год

### На бонах и почтовых марках

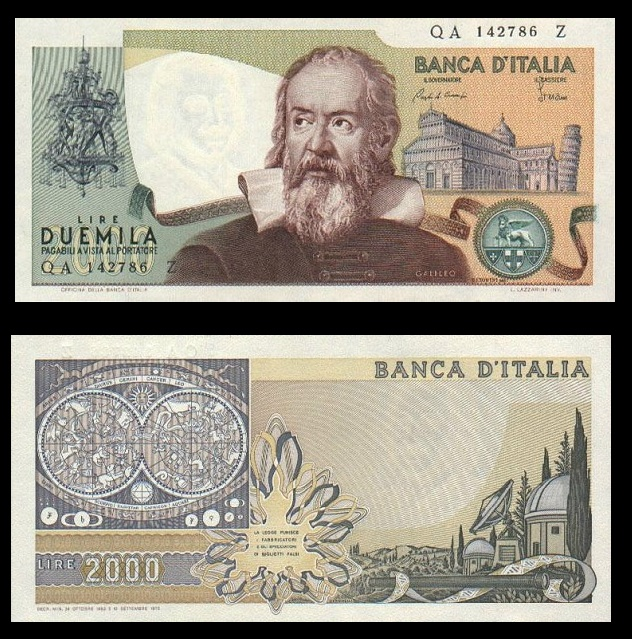
Италия, банкнота 2000 лир, 1973 год
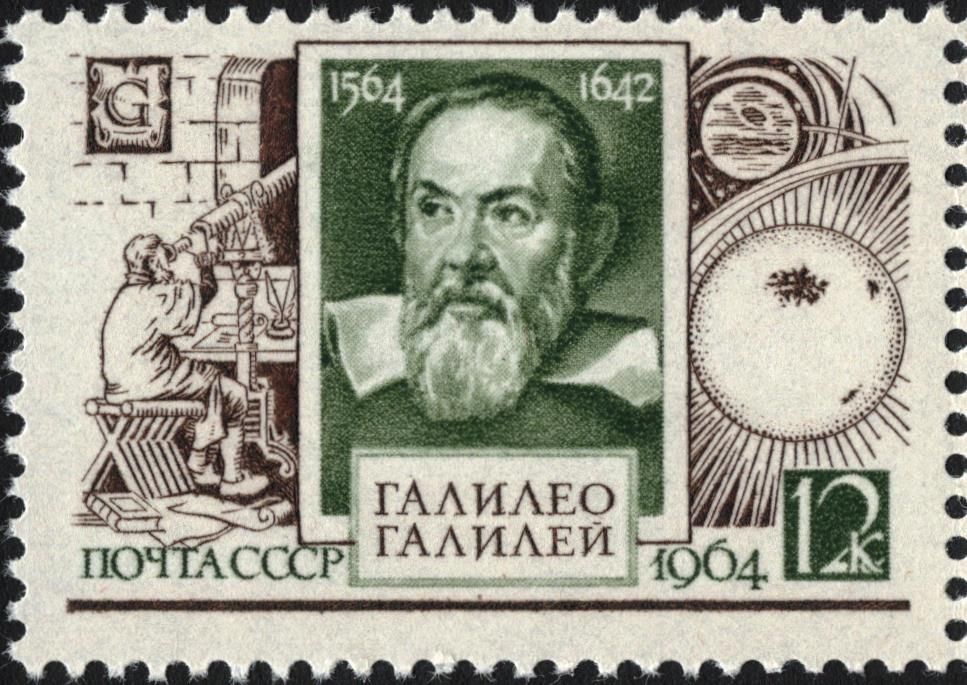
СССР, 1964 год
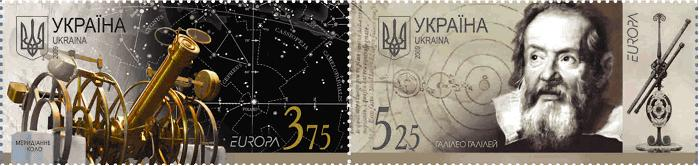
Украина, 2009 год
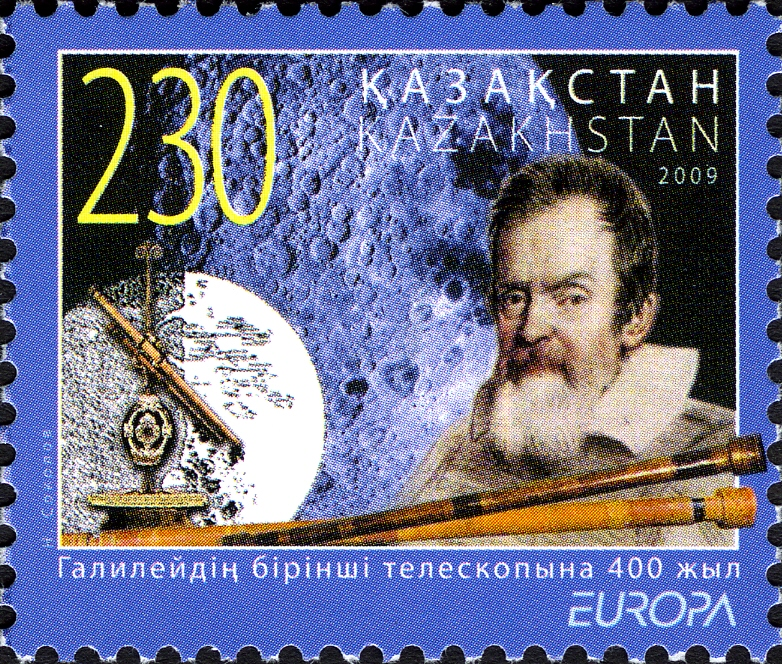
Казахстан, 2009 год

### На монетах
В 2005 году Республика Сан-Марино выпустила памятную монету достоинством в 2 евро в честь Всемирного года физики.

## Мифы и альтернативные версии

### Дата смерти Галилея и дата рождения Ньютона
Некоторые популярные книги уверяют, что Исаак Ньютон родился точно в день смерти Галилея, как бы принимая от него научную эстафету. Это утверждение является результатом ошибочного смешения двух разных календарей — григорианского в Италии и юлианского, действовавшего в Англии до 1752 года. Если взять за основу современный григорианский календарь, то Галилей умер 8 января 1642 года, а Ньютон родился почти год спустя, 4 января 1643 года.

### «И всё-таки она вертится»
Общеизвестна легенда, по которой Галилей после показного отречения на суде инквизиции от своего учения о движении Земли провозгласил: «И всё-таки она вертится!» Однако доказательств у этой версии нет никаких. Как обнаружили историки, данный миф был запущен в обращение в 1757 году поэтом и публицистом Джузеппе Баретти и стал широко известен в 1761 году после перевода книги Баретти на французский.

### Галилей и Пизанская башня
Согласно биографии Галилея, написанной его учеником и секретарём Винченцо Вивиани, Галилей в присутствии других преподавателей сбрасывал одновременно тела разной массы с вершины Пизанской башни. Описание этого знаменитого опыта вошло во множество книг, но в XX веке ряд авторов пришёл к выводу, что это — легенда, основываясь, в первую очередь, на том, что сам Галилей в своих книгах не утверждал, что провёл этот публичный эксперимент. Часть историков, тем не менее, склоняется к тому, что этот эксперимент действительно имел место.
Документально подтверждено, что Галилей измерял время спуска шаров по наклонной плоскости (1609). Следует принимать во внимание, что точных часов тогда не было (для измерения времени Галилей использовал несовершенные водяные часы и собственный пульс), поэтому скатывание шаров было удобнее для измерений, чем падение. При этом Галилей проверил, что полученные им законы скатывания качественно не зависят от угла наклона плоскости, и, следовательно, их можно распространить на случай падения.

### Принцип относительности и движение Солнца вокруг Земли
В конце XIX века ньютоновское понятие абсолютного пространства подверглось уничтожающей критике, а в начале XX века Анри Пуанкаре и Альберт Эйнштейн провозгласили всеобщий принцип относительности: нет смысла утверждать, что тело покоится или движется, если дополнительно не уточнить, относительно чего оно покоится или движется. При обосновании этого фундаментального положения оба автора использовали полемически острые формулировки. Так, Пуанкаре в книге «Наука и гипотеза» (1900 год) писал, что утверждение «Земля вращается» не имеет никакого смысла, а Эйнштейн и Инфельд в книге «Эволюция физики» указали, что системы Птолемея и Коперника — это просто два разных соглашения о системах координат, и их борьба бессмысленна.
В связи с этими новыми взглядами в массовой печати неоднократно обсуждался вопрос: а был ли прав Галилей в своей настойчивой борьбе? Например, в 1908 году во французской газете «Матэн» появилась статья, где автор заявил: «Пуанкаре, величайший математик века, считает упорство Галилея ошибочным». Пуанкаре, однако, ещё в 1904 году написал специальную статью «Вращается ли Земля?» с опровержением приписываемого ему мнения о равносильности систем Птолемея и Коперника, а в книге «Ценность науки» (1905) он заявил: «Истина, за которую пострадал Галилей, остаётся истиной».
Что касается вышеприведённого замечания Инфельда и Эйнштейна, то оно относится к общей теории относительности и означает принципиальную допустимость любых систем отсчёта. Однако отсюда не следует их физическая (и даже математическая) эквивалентность. С точки зрения удалённого наблюдателя в системе отсчёта, близкой к инерциальной, планеты Солнечной системы всё же движутся «по Копернику», а геоцентрическая система координат, хотя часто и удобна для земного наблюдателя, имеет ограниченную область применения. Инфельд позже признал, что вышеприведённая фраза из книги «Эволюция физики» Эйнштейну не принадлежит и вообще неудачно сформулирована, поэтому «делать из этого вывод, что теория относительности в какой-то мере недооценивает дело Коперника, значит выдвигать обвинение, которое не стоит даже опровергать».
Кроме того, в системе Птолемея было бы невозможно вывести законы Кеплера и закон всемирного тяготения, поэтому с точки зрения прогресса науки борьба Галилея была не напрасной.

### Обвинение в атомизме
В июне 1982 года итальянский историк Пьетро Редонди (Pietro Redondi) обнаружил в ватиканском архиве анонимный донос (без даты), обвинявший Галилея в защите атомизма. На основании этого документа он построил и опубликовал следующую гипотезу. По мнению Редонди, Тридентский собор заклеймил атомизм как ересь, и защита его Галилеем в книге «Пробирных дел мастер» грозила смертной казнью, поэтому Папа Урбан, стремясь спасти своего друга Галилея, подменил обвинение на более безопасное — в гелиоцентризме.
Версия Редонди, снимавшая вину с Папы и инквизиции, вызвала большой интерес у журналистов, однако профессиональные историки её быстро и единодушно отвергли. Их опровержение основано на следующих фактах.
1. В решениях Тридентского собора нет ни слова об атомизме. Можно трактовать принятое собором толкование евхаристии как конфликтующее с атомизмом, и такие мнения действительно высказывались, но они оставались частным мнением своих авторов. Официального церковного запрета атомизма (в отличие от гелиоцентризма) не было, и судить Галилея за атомизм не было юридических оснований. Поэтому, если Папа действительно хотел спасти Галилея, то ему следовало поступить наоборот — заменить обвинение в гелиоцентризме на обвинение в поддержке атомизма, тогда вместо отречения Галилей отделался бы увещанием, как в 1616 году[145]. Отметим, что как раз в эти годы Гассенди свободно публиковал книги с пропагандой атомизма, и никаких возражений со стороны церкви не было.
2. Книга Галилея «Пробирных дел мастер», которую Редонди считает защитой атомизма, датируется 1623 годом, в то время как суд над Галилеем состоялся 10 лет спустя. Более того, высказывания в пользу атомизма встречаются ещё в книге Галилея «Рассуждение о телах, погружённых в воду» (1612). Никакого интереса у инквизиции они не вызвали, и ни одна из этих книг запрещена не была. Наконец, уже после суда, под надзором инквизиции, Галилей в своей последней книге вновь рассуждает об атомах[152] — и инквизиция, обещавшая вернуть его в тюрьму за малейшее нарушение режима, не обращает на это внимания.
3. Не обнаружено свидетельств того, что найденный Редонди донос имел какие-либо последствия.

В настоящее время гипотеза Редонди в среде историков считается бездоказательной и не обсуждается. Историк И. С. Дмитриев расценивает данную гипотезу как не более чем «исторический детектив в духе Дэна Брауна». Тем не менее, в России эту версию до сих пор отстаивает протодиакон Андрей Кураев.

## Научные труды

### На языке оригинала
- Le Opere di Galileo Galilei. — Firenze: G. Barbero Editore, 1929—1939. Это классическое комментированное издание трудов Галилея на языке оригинала в 20 томах (переиздание более раннего сборника 1890—1909 гг.), получившее название «Национального издания» (итал. Edizione Nazionale). Основные труды Галилея содержатся в первых 8 томах издания[154].
  - Том 1. О движении (De Motu), около 1590.
  - Том 2. Механика (Le Meccaniche), около 1593.
  - Том 3. Звёздный вестник (Sidereus Nuncius), 1610.
  - Том 4. Рассуждение о телах, погружённых в воду (Discorso intorno alle cose, che stanno in su l’aqua), 1612.
  - Том 5. Письма о солнечных пятнах (Historia e dimostrazioni intorno alle Macchie Solari), 1613.
  - Том 6. Пробирных дел мастер (Il Saggiatore), 1623.
  - Том 7. Диалог о двух системах мира (Dialogo sopra i due massimi sistemi del mondo, tolemaico e copernicano), 1632.
  - Том 8. Беседы и математические доказательства двух новых наук (Discorsi e dimostrazioni matematiche intorno a due nuove scienze), 1638.
- Lettera al Padre Benedetto Castelli (переписка с Кастелли), 1613.

### Переводы на русский язык
- Галилео Галилей. Избранные труды в двух томах. — М.: Наука, 1964.
  - Том 1: Звёздный вестник. Послание к Инголи. Диалог о двух системах мира. 645 стр.
  - Том 2: Механика. О телах, пребывающих в воде. Беседы и математические доказательства, касающиеся двух новых отраслей науки. 574 стр.
  - Приложения и библиография:
    - Б. Г. Кузнецов. Галилео Галилей (Очерк жизни и научного творчества).
    - Л. Е. Майстров. Галилей и теория вероятностей.
    - И. Б. Погребысский, У. И. Франкфурт. Галилей и Декарт.
    - И. Б. Погребысский, У. И. Франкфурт. Галилей и Гюйгенс.
    - Л. В. Жигалова. Первые упоминания о Галилее в русской научной литературе.
- Галилео Галилей. Диалог о двух системах мира. — М.—Л.: ГИТТЛ, 1948.
- Галилео Галилей. Математические доказательства, касающиеся двух новых отраслей науки, относящихся к механике и местному движению. — М.—Л.: ГИТТЛ, 1934.
- Галилео Галилей. Послание к Франческо Инголи. — Сборник, посвящённый 300-летней годовщине со дня смерти Галилео Галилея, под ред. акад. А. М. Дворкина. — М.—Л.: Изд-во АН СССР, 1943.
- Галилео Галилей. Пробирных дел мастер. — М.: Наука, 1987. Эта книга издавалась также под названиями «Пробирные весы» и «Пробирщик».
- Галилео Галилей. Рассуждение о телах, плавающих в воде. — В сборнике: Начала гидростатики. Архимед, Стевин, Галилей, Паскаль. — М.—Л.: ГИТТЛ, 1932. — С. 140—232.

## Документальные фильмы
- 2009 — Галилео Галилей / Galileo Galilei (реж. Алессандра Джиганте / Alessandra Gigante)